# Тур WTA 2014
Тур WTA 2014 був серією елітних професійних тенісних турнірів, які пройшли під егідою Жіночої тенісної асоціації (WTA) упродовж 2014 року. Календар Туру WTA 2014 містив турніри Великого шолома (під егідою Міжнародної тенісної федерації (ITF), Турніри WTA Premier (Premier Mandatory, Premier 5 і звичайні Premier), Турніри WTA International, Кубок Федерації (організований ITF), чемпіонати кінця сезону (Чемпіонат Туру WTA і Турнір чемпіонок WTA). Також до календаря 2014 належав Кубок Гопмана, організатором якого є ITF і на якому не розігруються рейтингові очки.

## Графік
Нижче наведено повний розклад турнірів на 2014 рік, включаючи перелік тенісистів, які дійшли на турнірах щонайменше до чвертьфіналу.
Легенда
| Турніри Великого шолома      |
| Чемпіонати закінчення сезону |
| WTA Premier Mandatory        |
| WTA Premier 5                |
| WTA Premier                  |
| WTA International            |
| Командні змагання            |

### Січень
| Тиждень           | Турнір | Чемпіонки                                               | Фіналістки                            | Півфіналістки                                     | Чвертьфіналістки                                                                 |
| ----------------- | --- | ------------------------------------------------------- | ------------------------------------- | ------------------------------------------------- | -------------------------------------------------------------------------------- |
| 30 грудня         | Кубок Гопмана Перт, Австралія Турнір змішаних команд ITF $1,000,000 – Хард (п) – 8 команд (ГР)                                                                | Франція 2–1                                             | Польща                                | Круговий турнір (Group A) Канада Італія Австралія | Круговий турнір (Group B) Чехія США Іспанія                                      |
| 30 грудня         | Brisbane International Брисбен, Австралія WTA Premier $1,000,000 – Хард – 30S/32Q/16D Одиночний розряд – Парний розряд                                        | Серена Вільямс 6–4, 7–5                                 | Вікторія Азаренко                     | Марія Шарапова Єлена Янкович                      | Домініка Цібулкова Кая Канепі Анджелік Кербер Штефані Феґеле                     |
| 30 грудня         | Brisbane International Брисбен, Австралія WTA Premier $1,000,000 – Хард – 30S/32Q/16D Одиночний розряд – Парний розряд                                        | Алла Кудрявцева Анастасія Родіонова 6–3, 6–1            | Крістіна Младенович Галина Воскобоєва | Марія Шарапова Єлена Янкович                      | Домініка Цібулкова Кая Канепі Анджелік Кербер Штефані Феґеле                     |
| 30 грудня         | Шеньчжень Open Шеньчжень, Китай WTA International $500,000 – Хард – 32S/16Q/16D Одиночний розряд – Парний розряд                                              | Лі На 6–4, 7–5                                          | Пен Шуай                              | Анніка Бек Ваня Кінґ                              | Моніка Нікулеску Патріція Майр-Ахлайтнер Яна Чепелова Барбора Заглавова-Стрицова |
| 30 грудня         | Шеньчжень Open Шеньчжень, Китай WTA International $500,000 – Хард – 32S/16Q/16D Одиночний розряд – Парний розряд                                              | Моніка Нікулеску Клара Закопалова 6–3, 6–4              | Людмила Кіченок Надія Кіченок         | Анніка Бек Ваня Кінґ                              | Моніка Нікулеску Патріція Майр-Ахлайтнер Яна Чепелова Барбора Заглавова-Стрицова |
| 30 грудня         | ASB Classic Окленд, Нова Зеландія WTA International $250,000 – Хард – 32S/32Q/16D Одиночний розряд – Парний розряд                                            | Ана Іванович 6–2, 5–7, 6–4                              | Вінус Вільямс                         | Джеймі Гемптон Кірстен Фліпкенс                   | Лорен Девіс Гарбінє Мугуруса Сатіе Ісідзу Курумі Нара                            |
| 30 грудня         | ASB Classic Окленд, Нова Зеландія WTA International $250,000 – Хард – 32S/32Q/16D Одиночний розряд – Парний розряд                                            | Шерон Фічмен Марія Санчес 2–6, 6–0, [10–4]              | Луціє Градецька Міхаелла Крайчек      | Джеймі Гемптон Кірстен Фліпкенс                   | Лорен Девіс Гарбінє Мугуруса Сатіе Ісідзу Курумі Нара                            |
| 6 січня           | Apia International Sydney Сідней, Австралія WTA Premier $710,000 – Хард – 30S/48Q/16D Одиночний розряд – Парний розряд                                        | Цветана Піронкова 6–4, 6–4                              | Анджелік Кербер                       | Медісон Кіз Петра Квітова                         | Бетані Маттек-Сендс Карла Суарес Наварро Сара Еррані Луціє Шафарова              |
| 6 січня           | Apia International Sydney Сідней, Австралія WTA Premier $710,000 – Хард – 30S/48Q/16D Одиночний розряд – Парний розряд                                        | Тімеа Бабош Луціє Шафарова 7–5, 3–6, [10–7]             | Сара Еррані Роберта Вінчі             | Медісон Кіз Петра Квітова                         | Бетані Маттек-Сендс Карла Суарес Наварро Сара Еррані Луціє Шафарова              |
| 6 січня           | Hobart International Гобарт, Австралія WTA International $250,000 – Хард – 32S/32Q/16D Одиночний розряд – Парний розряд                                       | Гарбінє Мугуруса 6–4, 6–0                               | Клара Закопалова                      | Саманта Стосур Естрелья Кабеса Кандела            | Бояна Йовановські Алісон Ріск Моніка Нікулеску Кірстен Фліпкенс                  |
| 6 січня           | Hobart International Гобарт, Австралія WTA International $250,000 – Хард – 32S/32Q/16D Одиночний розряд – Парний розряд                                       | Моніка Нікулеску Клара Закопалова 6–2, 6–7(5–7), [10–8] | Ліза Реймонд Чжан Шуай                | Саманта Стосур Естрелья Кабеса Кандела            | Бояна Йовановські Алісон Ріск Моніка Нікулеску Кірстен Фліпкенс                  |
| 13 січня 20 січня | Відкритий чемпіонат Австралії Мельбурн, Австралія Великий шолом $12,122,762 – Хард 128S/96Q/64D/32X Одиночний розряд – Парний розряд – Змішаний парний розряд | Лі На 7–6(7–3), 6–0                                     | Домініка Цібулкова                    | Ежені Бушар Агнешка Радванська                    | Ана Іванович Флавія Пеннетта Симона Халеп Вікторія Азаренко                      |
| 13 січня 20 січня | Відкритий чемпіонат Австралії Мельбурн, Австралія Великий шолом $12,122,762 – Хард 128S/96Q/64D/32X Одиночний розряд – Парний розряд – Змішаний парний розряд | Сара Еррані Роберта Вінчі 6–4, 3–6, 7–5                 | Катерина Макарова Олена Весніна       | Ежені Бушар Агнешка Радванська                    | Ана Іванович Флавія Пеннетта Симона Халеп Вікторія Азаренко                      |
| 13 січня 20 січня | Відкритий чемпіонат Австралії Мельбурн, Австралія Великий шолом $12,122,762 – Хард 128S/96Q/64D/32X Одиночний розряд – Парний розряд – Змішаний парний розряд | Крістіна Младенович Деніел Нестор 6–3, 6–2              | Саня Мірза Горія Текеу                | Ежені Бушар Агнешка Радванська                    | Ана Іванович Флавія Пеннетта Симона Халеп Вікторія Азаренко                      |
| 27 січня          | Open GDF Suez Париж, Франція WTA Premier $710,000 – Хард (п) – 28S/32Q/16D Одиночний розряд – Парний розряд                                                   | Анастасія Павлюченкова 3–6, 6–2, 6–3                    | Сара Еррані                           | Марія Шарапова Алізе Корне                        | Кірстен Фліпкенс Анджелік Кербер Еліна Світоліна Андреа Петкович                 |
| 27 січня          | Open GDF Suez Париж, Франція WTA Premier $710,000 – Хард (п) – 28S/32Q/16D Одиночний розряд – Парний розряд                                                   | Анна-Лена Гренефельд Квета Пешке 6–7(7–9), 6–4, [10–5]  | Тімеа Бабош Крістіна Младенович       | Марія Шарапова Алізе Корне                        | Кірстен Фліпкенс Анджелік Кербер Еліна Світоліна Андреа Петкович                 |
| 27 січня          | PTT Pattaya Open Паттайя, Таїланд WTA International $250,000 – Хард – 32S/16Q/16D Одиночний розряд – Парний розряд                                            | Катерина Макарова 6–3, 7–6(9–7)                         | Кароліна Плішкова                     | Андреа Главачкова Юлія Гергес                     | Пен Шуай Кіміко Дате Сорана Кирстя Олена Весніна                                 |
| 27 січня          | PTT Pattaya Open Паттайя, Таїланд WTA International $250,000 – Хард – 32S/16Q/16D Одиночний розряд – Парний розряд                                            | Пен Шуай Чжан Шуай 3–6, 7–6(7–5), [10–6]                | Алла Кудрявцева Анастасія Родіонова   | Андреа Главачкова Юлія Гергес                     | Пен Шуай Кіміко Дате Сорана Кирстя Олена Весніна                                 |

### Лютий
| Тиждень   | Турнір | Чемпіонки                                                                  | Фіналістки                                            | Півфіналістки                         | Чвертьфіналістки                                                          |
| --------- | --- | -------------------------------------------------------------------------- | ----------------------------------------------------- | ------------------------------------- | ------------------------------------------------------------------------- |
| 3 лютого  | Чвертьфінал Кубка Федерації Клівленд, США – Хард (п) Севілья, Іспанія – ґрунт Братислава, Словаччина – Хард (п) Гобарт, Австралія – Хард | Перемогли у чвертьфіналах Італія 3–1 Чехія 3–2 Німеччина 3–1 Австралія 4–0 | Програли у чвертьфіналах США Іспанія Словаччина Росія |                                       |                                                                           |
| 10 лютого | Qatar Total Open Доха, Катар WTA Premier 5 $2,369,000 – Хард – 56S/32Q/16D Одиночний розряд – Парний розряд                              | Симона Халеп 6–2, 6–3                                                      | Анджелік Кербер                                       | Єлена Янкович Агнешка Радванська      | Петра Цетковська Петра Квітова Сара Еррані Яніна Вікмаєр                  |
| 10 лютого | Qatar Total Open Доха, Катар WTA Premier 5 $2,369,000 – Хард – 56S/32Q/16D Одиночний розряд – Парний розряд                              | Сє Шувей Пен Шуай 6–4, 6–0                                                 | Квета Пешке Катарина Среботнік                        | Єлена Янкович Агнешка Радванська      | Петра Цетковська Петра Квітова Сара Еррані Яніна Вікмаєр                  |
| 17 лютого | Dubai Tennis Championships Дубай,, ОАЕ WTA Premier $2,000,000 – Хард – 28S/32Q/16D Одиночний розряд – Парний розряд                      | Вінус Вільямс 6–3, 6–0                                                     | Алізе Корне                                           | Серена Вільямс Каролін Возняцкі       | Єлена Янкович Карла Суарес Наварро Сорана Кирстя Флавія Пеннетта          |
| 17 лютого | Dubai Tennis Championships Дубай,, ОАЕ WTA Premier $2,000,000 – Хард – 28S/32Q/16D Одиночний розряд – Парний розряд                      | Алла Кудрявцева Анастасія Родіонова 6–2, 5–7, [10–8]                       | Ракель Копс-Джонс Абігейл Спірс                       | Серена Вільямс Каролін Возняцкі       | Єлена Янкович Карла Суарес Наварро Сорана Кирстя Флавія Пеннетта          |
| 17 лютого | Rio Open Ріо-де-Жанейро, Бразилія WTA International $250,000 – ґрунт – 32S/24Q/16D Одиночний розряд – Парний розряд                      | Курумі Нара 6–1, 4–6, 6–1                                                  | Клара Закопалова                                      | Тельяна Перейра Настасья Барнетт      | Катажина Пітер Ірина-Камелія Бегу Паула Ормаечеа Лурдес Домінгес Ліно     |
| 17 лютого | Rio Open Ріо-де-Жанейро, Бразилія WTA International $250,000 – ґрунт – 32S/24Q/16D Одиночний розряд – Парний розряд                      | Ірина-Камелія Бегу Марія Ірігоєн 6–2, 6–0                                  | Юганна Ларссон Шанелль Схеперс                        | Тельяна Перейра Настасья Барнетт      | Катажина Пітер Ірина-Камелія Бегу Паула Ормаечеа Лурдес Домінгес Ліно     |
| 24 лютого | Abierto Mexicano TELCEL Акапулько, Мексика WTA International $250,000 – Хард – 32S/32Q/16D Одиночний розряд – Парний розряд              | Домініка Цібулкова 7–6(7–3), 4–6, 6–4                                      | Крістіна Макгейл                                      | Чжан Шуай Каролін Гарсія              | Марина Еракович Айла Томлянович Кая Канепі Ежені Бушар                    |
| 24 лютого | Abierto Mexicano TELCEL Акапулько, Мексика WTA International $250,000 – Хард – 32S/32Q/16D Одиночний розряд – Парний розряд              | Крістіна Младенович Галина Воскобоєва 6–3, 2–6, [10–5]                     | Петра Цетковська Івета Мельцер                        | Чжан Шуай Каролін Гарсія              | Марина Еракович Айла Томлянович Кая Канепі Ежені Бушар                    |
| 24 лютого | Brasil Tennis Cup Флоріанополіс, Бразилія WTA International $250,000 – Хард – 32S/24Q/16D Одиночний розряд – Парний розряд               | Клара Закопалова 4–6, 7–5, 6–0                                             | Гарбінє Мугуруса                                      | Карла Суарес Наварро Ярослава Шведова | Моніка Нікулеску Александра Дулгеру Александра Каданцу Алісон ван Ейтванк |
| 24 лютого | Brasil Tennis Cup Флоріанополіс, Бразилія WTA International $250,000 – Хард – 32S/24Q/16D Одиночний розряд – Парний розряд               | Анабель Медіна Гаррігес Ярослава Шведова 7–6(7–1), 2–6, [10–3]             | Франческа Ск'явоне Сільвія Солер Еспіноза             | Карла Суарес Наварро Ярослава Шведова | Моніка Нікулеску Александра Дулгеру Александра Каданцу Алісон ван Ейтванк |

### Березень
| Тиждень               | Турнір | Чемпіонки                                              | Фіналістки                      | Півфіналістки                     | Чвертьфіналістки                                                  |
| --------------------- | --- | ------------------------------------------------------ | ------------------------------- | --------------------------------- | ----------------------------------------------------------------- |
| 3 березня 10 березня  | BNP Paribas Open Індіан-Веллс, США WTA Premier Mandatory $5,946,740 – Хард – 96S/48Q/32D Одиночний розряд – Парний розряд | Флавія Пеннетта 6–2, 6–1                               | Агнешка Радванська              | Лі На Симона Халеп                | Домініка Цібулкова Слоун Стівенс Кейсі Деллаква Єлена Янкович     |
| 3 березня 10 березня  | BNP Paribas Open Індіан-Веллс, США WTA Premier Mandatory $5,946,740 – Хард – 96S/48Q/32D Одиночний розряд – Парний розряд | Сє Шувей Пен Шуай 7–6(7–5), 6–2                        | Кара Блек Саня Мірза            | Лі На Симона Халеп                | Домініка Цібулкова Слоун Стівенс Кейсі Деллаква Єлена Янкович     |
| 17 березня 24 березня | Sony Open Tennis Маямі, США WTA Premier Mandatory $5,427,105 – Хард – 96S/48Q/32D Одиночний розряд – Парний розряд        | Серена Вільямс 7–5, 6–1                                | Лі На                           | Марія Шарапова Домініка Цібулкова | Анджелік Кербер Петра Квітова Агнешка Радванська Каролін Возняцкі |
| 17 березня 24 березня | Sony Open Tennis Маямі, США WTA Premier Mandatory $5,427,105 – Хард – 96S/48Q/32D Одиночний розряд – Парний розряд        | Мартіна Хінгіс Сабіне Лісіцкі 4–6, 6–4, [10–5]         | Катерина Макарова Олена Весніна | Марія Шарапова Домініка Цібулкова | Анджелік Кербер Петра Квітова Агнешка Радванська Каролін Возняцкі |
| 31 березня            | Family Circle Cup Чарлстон, США WTA Premier $710,000 – ґрунт (зелений) – 56S/32Q/16D Одиночний розряд – Парний розряд     | Андреа Петкович 7–5, 6–2                               | Яна Чепелова                    | Белінда Бенчич Ежені Бушар        | Даніела Гантухова Сара Еррані Луціє Шафарова Єлена Янкович        |
| 31 березня            | Family Circle Cup Чарлстон, США WTA Premier $710,000 – ґрунт (зелений) – 56S/32Q/16D Одиночний розряд – Парний розряд     | Анабель Медіна Гаррігес Ярослава Шведова 7–6(7–4), 6–2 | Чжань Хаоцін Чжань Юнжань       | Белінда Бенчич Ежені Бушар        | Даніела Гантухова Сара Еррані Луціє Шафарова Єлена Янкович        |
| 31 березня            | Monterrey Open Монтеррей, Мексика WTA International $500,000 – Хард – 32S/32Q/16D Одиночний розряд – Парний розряд        | Ана Іванович 6–2, 6–1                                  | Йована Якшич                    | Кіміко Дате Каролін Возняцкі      | Моніка Пуїг Джулія Босеруп Кароліна Плішкова Магдалена Рибарикова |
| 31 березня            | Monterrey Open Монтеррей, Мексика WTA International $500,000 – Хард – 32S/32Q/16D Одиночний розряд – Парний розряд        | Дарія Юрак Меган Мултон-Леві 7–6(7–5), 3–6, [11–9]     | Тімеа Бабош Ольга Говорцова     | Кіміко Дате Каролін Возняцкі      | Моніка Пуїг Джулія Босеруп Кароліна Плішкова Магдалена Рибарикова |

### Квітень
| Тиждень   | Турнір | Чемпіонки                                        | Фіналістки                               | Півфіналістки                           | Чвертьфіналістки                                                            |
| --------- | --- | ------------------------------------------------ | ---------------------------------------- | --------------------------------------- | --------------------------------------------------------------------------- |
| 7 квітня  | BNP Paribas Katowice Open Катовиці, Польща WTA International $250,000 – Хард (п) – 32S/32Q/16D Одиночний розряд – Парний розряд              | Алізе Корне 7–6(7–3), 5–7, 7–5                   | Каміла Джорджі                           | Агнешка Радванська Карла Суарес Наварро | Івонн Мойсбургер Клара Коукалова Магдалена Рибарикова Шахар Пеєр            |
| 7 квітня  | BNP Paribas Katowice Open Катовиці, Польща WTA International $250,000 – Хард (п) – 32S/32Q/16D Одиночний розряд – Парний розряд              | Юлія Бейгельзимер Ольга Савчук 6–4, 5–7, [10–7]  | Клара Коукалова Моніка Нікулеску         | Агнешка Радванська Карла Суарес Наварро | Івонн Мойсбургер Клара Коукалова Магдалена Рибарикова Шахар Пеєр            |
| 7 квітня  | Copa Colsanitas Богота, Колумбія WTA International $250,000 – ґрунт – 32S/32Q/16D Одиночний розряд – Парний розряд                           | Каролін Гарсія 6–3, 6–4                          | Єлена Янкович                            | Шанелль Схеперс Ваня Кінґ               | Лара Арруабаррена Лурдес Домінгес Ліно Роміна Опранді Маріана Дуке-Маріньо  |
| 7 квітня  | Copa Colsanitas Богота, Колумбія WTA International $250,000 – ґрунт – 32S/32Q/16D Одиночний розряд – Парний розряд                           | Лара Арруабаррена Каролін Гарсія 7–6(7–5), 6–4   | Ваня Кінґ Шанелль Схеперс                | Шанелль Схеперс Ваня Кінґ               | Лара Арруабаррена Лурдес Домінгес Ліно Роміна Опранді Маріана Дуке-Маріньо  |
| 14 квітня | Півфінал Кубка Федерації Брисбен, Австралія – Хард Острава, Чехія – Хард (п)                                                                 | Перемогли в півфіналах Чехія 4–0 · Німеччина 3–1 | Програли в півфіналах Італія · Австралія |                                         |                                                                             |
| 14 квітня | Malaysian Open Куала-Лумпур, Малайзія WTA International $250,000 – Хард – 32S/24Q/16D Одиночний розряд – Парний розряд                       | Донна Векич 5–7, 7–5, 7–6(7–4)                   | Домініка Цібулкова                       | Кароліна Плішкова Чжан Шуай             | Заріна Діяс Чагла Бююкакчай Патріція Майр-Ахлайтнер Магда Лінетт            |
| 14 квітня | Malaysian Open Куала-Лумпур, Малайзія WTA International $250,000 – Хард – 32S/24Q/16D Одиночний розряд – Парний розряд                       | Тімеа Бабош Чжань Хаоцін 6–3, 6–4                | Чжань Юнжань Чжен Сайсай                 | Кароліна Плішкова Чжан Шуай             | Заріна Діяс Чагла Бююкакчай Патріція Майр-Ахлайтнер Магда Лінетт            |
| 21 квітня | Porsche Tennis Grand Prix Штутгарт, Німеччина WTA Premier $710,000 – ґрунт (п) – 28S/32Q/16D Одиночний розряд – Парний розряд                | Марія Шарапова 3–6, 6–4, 6–1                     | Ана Іванович                             | Сара Еррані Єлена Янкович               | Агнешка Радванська Карла Суарес Наварро Аліса Клейбанова Світлана Кузнецова |
| 21 квітня | Porsche Tennis Grand Prix Штутгарт, Німеччина WTA Premier $710,000 – ґрунт (п) – 28S/32Q/16D Одиночний розряд – Парний розряд                | Сара Еррані Роберта Вінчі 6–2, 6–3               | Кара Блек Саня Мірза                     | Сара Еррані Єлена Янкович               | Агнешка Радванська Карла Суарес Наварро Аліса Клейбанова Світлана Кузнецова |
| 21 квітня | Grand Prix SAR La Princesse Lalla Meryem Марракеш, Марокко WTA International $250,000 – ґрунт – 32S/32Q/16D Одиночний розряд – Парний розряд | Марія Тереса Торро Флор 6–3, 3–6, 6–3            | Роміна Опранді                           | Даніела Гантухова Гарбінє Мугуруса      | Пен Шуай Івонн Мойсбургер Полона Герцог Шахар Пеєр                          |
| 21 квітня | Grand Prix SAR La Princesse Lalla Meryem Марракеш, Марокко WTA International $250,000 – ґрунт – 32S/32Q/16D Одиночний розряд – Парний розряд | Гарбінє Мугуруса Роміна Опранді 4–6, 6–2, [11–9] | Катажина Пітер Марина Заневська          | Даніела Гантухова Гарбінє Мугуруса      | Пен Шуай Івонн Мойсбургер Полона Герцог Шахар Пеєр                          |
| 28 квітня | Відкритий чемпіонат Португалії Оейраш, Португалія WTA International $250,000 – ґрунт – 32S/32Q/16D Одиночний розряд – Парний розряд          | Карла Суарес Наварро 6–4, 3–6, 6–4               | Світлана Кузнецова                       | Ірина-Камелія Бегу Олена Весніна        | Полона Герцог Тімеа Бачинскі Роберта Вінчі Ежені Бушар                      |
| 28 квітня | Відкритий чемпіонат Португалії Оейраш, Португалія WTA International $250,000 – ґрунт – 32S/32Q/16D Одиночний розряд – Парний розряд          | Кара Блек Саня Мірза 6–4, 6–3                    | Ева Грдінова Валерія Соловйова           | Ірина-Камелія Бегу Олена Весніна        | Полона Герцог Тімеа Бачинскі Роберта Вінчі Ежені Бушар                      |

### Травень
| Тиждень                        | Турнір | Чемпіонки                                             | Фіналістки                            | Півфіналістки                    | Чвертьфіналістки                                                     |
| ------------------------------ | --- | ----------------------------------------------------- | ------------------------------------- | -------------------------------- | -------------------------------------------------------------------- |
| 5 травня                       | Mutua Madrid Open Мадрид, Іспанія WTA Premier Mandatory $4,942,700 – ґрунт – 64S/32Q/28D Одиночний розряд – Парний розряд                               | Марія Шарапова 1–6, 6–2, 6–3                          | Симона Халеп                          | Петра Квітова Агнешка Радванська | Серена Вільямс Ана Іванович Каролін Гарсія Лі На                     |
| 5 травня                       | Mutua Madrid Open Мадрид, Іспанія WTA Premier Mandatory $4,942,700 – ґрунт – 64S/32Q/28D Одиночний розряд – Парний розряд                               | Сара Еррані Роберта Вінчі 6–4, 6–3                    | Гарбінє Мугуруса Карла Суарес Наварро | Петра Квітова Агнешка Радванська | Серена Вільямс Ана Іванович Каролін Гарсія Лі На                     |
| 12 травня                      | Internazionali BNL d'Italia Rome, Італія WTA Premier 5 $2,369,000 – ґрунт– 56S/32Q/28D Одиночний розряд – Парний розряд                                 | Серена Вільямс 6–3, 6–0                               | Сара Еррані                           | Ана Іванович Єлена Янкович       | Чжан Шуай Карла Суарес Наварро Агнешка Радванська Лі На              |
| 12 травня                      | Internazionali BNL d'Italia Rome, Італія WTA Premier 5 $2,369,000 – ґрунт– 56S/32Q/28D Одиночний розряд – Парний розряд                                 | Квета Пешке Катарина Среботнік 4–0, знялася           | Сара Еррані Роберта Вінчі             | Ана Іванович Єлена Янкович       | Чжан Шуай Карла Суарес Наварро Агнешка Радванська Лі На              |
| 19 травня                      | Nürnberger Versicherungscup Нюрнберг, Німеччина WTA International $250,000 – ґрунт – 32S/32Q/16D Одиночний розряд – Парний розряд                       | Ежені Бушар 6–2, 4–6, 6–3                             | Кароліна Плішкова                     | Еліна Світоліна Карін Кнапп      | Анджелік Кербер Мона Бартель Каролін Гарсія Ярослава Шведова         |
| 19 травня                      | Nürnberger Versicherungscup Нюрнберг, Німеччина WTA International $250,000 – ґрунт – 32S/32Q/16D Одиночний розряд – Парний розряд                       | Міхаелла Крайчек Кароліна Плішкова 6–0, 4–6, [10–6]   | Ралука Олару Шахар Пеєр               | Еліна Світоліна Карін Кнапп      | Анджелік Кербер Мона Бартель Каролін Гарсія Ярослава Шведова         |
| 19 травня                      | Internationaux de Strasbourg Страсбург, Франція WTA International $250,000 – ґрунт – 32S/32Q/16D Одиночний розряд – Парний розряд                       | Моніка Пуїг 6–4, 6–3                                  | Сільвія Солер Еспіноза                | Медісон Кіз Крістіна Макгейл     | Юлія Гергес Андреа Петкович Заріна Діяс Каміла Джорджі               |
| 19 травня                      | Internationaux de Strasbourg Страсбург, Франція WTA International $250,000 – ґрунт – 32S/32Q/16D Одиночний розряд – Парний розряд                       | Ешлі Барті Кейсі Деллаква 4–6, 7–5, [10–4]            | Татьяна Буа Даніела Сегель            | Медісон Кіз Крістіна Макгейл     | Юлія Гергес Андреа Петкович Заріна Діяс Каміла Джорджі               |
| (25 травня) 26 травня 2 червня | Відкритий чемпіонат Франції Париж, Франція Великий шолом $11,315,740 – ґрунт 128S/96Q/64D/32X Одиночний розряд – Парний розряд – Змішаний парний розряд | Марія Шарапова 6–4, 6–7(5–7), 6–4                     | Симона Халеп                          | Ежені Бушар Андреа Петкович      | Гарбінє Мугуруса Карла Суарес Наварро Світлана Кузнецова Сара Еррані |
| (25 травня) 26 травня 2 червня | Відкритий чемпіонат Франції Париж, Франція Великий шолом $11,315,740 – ґрунт 128S/96Q/64D/32X Одиночний розряд – Парний розряд – Змішаний парний розряд | Сє Шувей Пен Шуай 6–4, 6–1                            | Сара Еррані Роберта Вінчі             | Ежені Бушар Андреа Петкович      | Гарбінє Мугуруса Карла Суарес Наварро Світлана Кузнецова Сара Еррані |
| (25 травня) 26 травня 2 червня | Відкритий чемпіонат Франції Париж, Франція Великий шолом $11,315,740 – ґрунт 128S/96Q/64D/32X Одиночний розряд – Парний розряд – Змішаний парний розряд | Анна-Лена Гренефельд Жан-Жульєн Роєр 4–6, 6–2, [10–7] | Юлія Гергес Ненад Зімоньїч            | Ежені Бушар Андреа Петкович      | Гарбінє Мугуруса Карла Суарес Наварро Світлана Кузнецова Сара Еррані |

### Червень
| Тиждень             | Турнір | Чемпіонки                                                   | Фіналістки                           | Півфіналістки                        | Чвертьфіналістки                                                            |
| ------------------- | --- | ----------------------------------------------------------- | ------------------------------------ | ------------------------------------ | --------------------------------------------------------------------------- |
| 9 червня            | Aegon Classic Бірмінгем, Велика Британія WTA Premier $710,000 – Трава – 56S/32Q/16D Одиночний розряд – Парний розряд                              | Ана Іванович 6–3, 6–2                                       | Барбора Заглавова-Стрицова           | Чжан Шуай Кейсі Деллаква             | Клара Коукалова Слоун Стівенс Кірстен Фліпкенс Кіміко Дате                  |
| 9 червня            | Aegon Classic Бірмінгем, Велика Британія WTA Premier $710,000 – Трава – 56S/32Q/16D Одиночний розряд – Парний розряд                              | Ракель Копс-Джонс Абігейл Спірс 7–6(7–1), 6–1               | Ешлі Барті Кейсі Деллаква            | Чжан Шуай Кейсі Деллаква             | Клара Коукалова Слоун Стівенс Кірстен Фліпкенс Кіміко Дате                  |
| 16 червня           | Aegon International Істборн, Велика Британія WTA Premier $710,000 – Трава – 32S/32Q/16D Одиночний розряд – Парний розряд                          | Медісон Кіз 6–3, 3–6, 7–5                                   | Анджелік Кербер                      | Каролін Возняцкі Гезер Вотсон        | Катерина Макарова Каміла Джорджі Лорен Девіс Петра Квітова                  |
| 16 червня           | Aegon International Істборн, Велика Британія WTA Premier $710,000 – Трава – 32S/32Q/16D Одиночний розряд – Парний розряд                          | Чжань Хаоцін Чжань Юнжань 6–3, 5–7, [10–7]                  | Мартіна Хінгіс Флавія Пеннетта       | Каролін Возняцкі Гезер Вотсон        | Катерина Макарова Каміла Джорджі Лорен Девіс Петра Квітова                  |
| 16 червня           | Topshelf Open 'с-Гертогенбос, Нідерланди WTA International $250,000 – Трава – 32S/16Q/16D Одиночний розряд – Парний розряд                        | Коко Вандевей 6–2, 6–4                                      | Чжен Цзє                             | Магдалена Рибарикова Клара Коукалова | Анніка Бек Еліна Світоліна Гарбінє Мугуруса Ярослава Шведова                |
| 16 червня           | Topshelf Open 'с-Гертогенбос, Нідерланди WTA International $250,000 – Трава – 32S/16Q/16D Одиночний розряд – Парний розряд                        | Марина Еракович Аранча Парра Сантонха 0–6, 7–6(7–5), [10–8] | Міхаелла Крайчек Крістіна Младенович | Магдалена Рибарикова Клара Коукалова | Анніка Бек Еліна Світоліна Гарбінє Мугуруса Ярослава Шведова                |
| 23 червня 30 червня | Вімблдон Лондон, Велика Британія Великий шолом $11,174,883 – Трава 128S/96Q/64D/16Q/48X Одиночний розряд – Парний розряд – Змішаний парний розряд | Петра Квітова 6–3, 6–0                                      | Ежені Бушар                          | Симона Халеп Луціє Шафарова          | Анджелік Кербер Сабіне Лісіцкі Катерина Макарова Барбора Заглавова-Стрицова |
| 23 червня 30 червня | Вімблдон Лондон, Велика Британія Великий шолом $11,174,883 – Трава 128S/96Q/64D/16Q/48X Одиночний розряд – Парний розряд – Змішаний парний розряд | Сара Еррані Роберта Вінчі 6–1, 6–3                          | Тімеа Бабош Крістіна Младенович      | Симона Халеп Луціє Шафарова          | Анджелік Кербер Сабіне Лісіцкі Катерина Макарова Барбора Заглавова-Стрицова |
| 23 червня 30 червня | Вімблдон Лондон, Велика Британія Великий шолом $11,174,883 – Трава 128S/96Q/64D/16Q/48X Одиночний розряд – Парний розряд – Змішаний парний розряд | Саманта Стосур Ненад Зімоньїч 6–4, 6–2                      | Чжань Хаоцін Макс Мирний             | Симона Халеп Луціє Шафарова          | Анджелік Кербер Сабіне Лісіцкі Катерина Макарова Барбора Заглавова-Стрицова |

### Липень
| Тиждень  | Турнір | Чемпіонки                                              | Фіналістки                            | Півфіналістки                       | Чвертьфіналістки                                                       |
| -------- | --- | ------------------------------------------------------ | ------------------------------------- | ----------------------------------- | ---------------------------------------------------------------------- |
| 7 липня  | BRD Bucharest Open Бухарест, Румунія WTA International $250,000 – ґрунт – 32S/32Q/16D Одиночний розряд – Парний розряд | Симона Халеп 6–1, 6–3                                  | Роберта Вінчі                         | Моніка Нікулеску Крістіна Кучова    | Лара Арруабаррена Полона Герцог Данка Ковінич Петра Цетковська         |
| 7 липня  | BRD Bucharest Open Бухарест, Румунія WTA International $250,000 – ґрунт – 32S/32Q/16D Одиночний розряд – Парний розряд | Елена Богдан Александра Каданцу 6–4, 3–6, [10–5]       | Чагла Бююкакчай Карін Кнапп           | Моніка Нікулеску Крістіна Кучова    | Лара Арруабаррена Полона Герцог Данка Ковінич Петра Цетковська         |
| 7 липня  | Gastein Ladies Bad Gastein, Австрія WTA International $250,000 – ґрунт – 32S/24Q/16D Одиночний розряд – Парний розряд  | Андреа Петкович 6–3, 6–3                               | Шелбі Роджерс                         | Грейс Мін Сара Еррані               | Кароліна Плішкова Штефані Феґеле Каміла Джорджі Шанелль Схеперс        |
| 7 липня  | Gastein Ladies Bad Gastein, Австрія WTA International $250,000 – ґрунт – 32S/24Q/16D Одиночний розряд – Парний розряд  | Кароліна Плішкова Крістина Плішкова 4–6, 6–3, [10–6]   | Андрея Клепач Марія Тереса Торро Флор | Грейс Мін Сара Еррані               | Кароліна Плішкова Штефані Феґеле Каміла Джорджі Шанелль Схеперс        |
| 14 липня | Swedish Open Бостад, Швеція WTA International $250,000 – ґрунт – 32S/24Q/16D Одиночний розряд – Парний розряд          | Мона Бартель 6–3, 7–6(7–3)                             | Шанелль Схеперс                       | Яна Чепелова Сільвія Солер Еспіноза | Юлія Путінцева Лара Арруабаррена Кая Канепі Олександра Панова          |
| 14 липня | Swedish Open Бостад, Швеція WTA International $250,000 – ґрунт – 32S/24Q/16D Одиночний розряд – Парний розряд          | Андрея Клепач Марія Тереса Торро Флор 6–1, 6–1         | Джоселін Рей Анна Сміт                | Яна Чепелова Сільвія Солер Еспіноза | Юлія Путінцева Лара Арруабаррена Кая Канепі Олександра Панова          |
| 14 липня | İstanbul Cup Стамбул, Туреччина WTA International $250,000 – Хард – 32S/24Q/16D Одиночний розряд – Парний розряд       | Каролін Возняцкі 6–1, 6–1                              | Роберта Вінчі                         | Крістіна Младенович Ана Конюх       | Кароліна Плішкова Франческа Ск'явоне Еліна Світоліна Курумі Нара       |
| 14 липня | İstanbul Cup Стамбул, Туреччина WTA International $250,000 – Хард – 32S/24Q/16D Одиночний розряд – Парний розряд       | Місакі Дой Еліна Світоліна 6–4, 6–0                    | Оксана Калашникова Паула Каня         | Крістіна Младенович Ана Конюх       | Кароліна Плішкова Франческа Ск'явоне Еліна Світоліна Курумі Нара       |
| 21 липня | Baku Cup Баку, Азербайджан WTA International $250,000 – Хард – 32S/24Q/16D Одиночний розряд – Парний розряд            | Еліна Світоліна 6–1, 7–6(7–2)                          | Бояна Йовановські                     | Штефані Феґеле Франческа Ск'явоне   | Шахар Пеєр Еґуті Міса Крістіна Младенович Полін Пармантьє              |
| 21 липня | Baku Cup Баку, Азербайджан WTA International $250,000 – Хард – 32S/24Q/16D Одиночний розряд – Парний розряд            | Олександра Панова Гезер Вотсон 6–2, 7–6(7–3)           | Ралука Олару Шахар Пеєр               | Штефані Феґеле Франческа Ск'явоне   | Шахар Пеєр Еґуті Міса Крістіна Младенович Полін Пармантьє              |
| 28 липня | Bank of the West Classic Стенфорд , США WTA Premier $710,000 – Хард – 28S/16Q/16D Одиночний розряд – Парний розряд     | Серена Вільямс 7–6(7–1), 6–3                           | Анджелік Кербер                       | Андреа Петкович Варвара Лепченко    | Ана Іванович Вінус Вільямс Гарбінє Мугуруса Сачія Вікері               |
| 28 липня | Bank of the West Classic Стенфорд , США WTA Premier $710,000 – Хард – 28S/16Q/16D Одиночний розряд – Парний розряд     | Гарбінє Мугуруса Карла Суарес Наварро 6–2, 4–6, [10–5] | Паула Каня Катержина Сінякова         | Андреа Петкович Варвара Лепченко    | Ана Іванович Вінус Вільямс Гарбінє Мугуруса Сачія Вікері               |
| 28 липня | Citi Open Вашингтон, США WTA International $250,000 – Хард – 32S/16Q/16D Одиночний розряд – Парний розряд              | Світлана Кузнецова 6–3, 4–6, 6–4                       | Курумі Нара                           | Марина Еракович Катерина Макарова   | Крістіна Младенович Бояна Йовановські Ваня Кінґ Анастасія Павлюченкова |
| 28 липня | Citi Open Вашингтон, США WTA International $250,000 – Хард – 32S/16Q/16D Одиночний розряд – Парний розряд              | Аояма Сюко Габріела Дабровскі 6–1, 6–2                 | Хірото Кувата Курумі Нара             | Марина Еракович Катерина Макарова   | Крістіна Младенович Бояна Йовановські Ваня Кінґ Анастасія Павлюченкова |

### Серпень
| Тиждень             | Турнір | Чемпіонки                                             | Фіналістки                            | Півфіналістки                    | Чвертьфіналістки                                                         |
| ------------------- | --- | ----------------------------------------------------- | ------------------------------------- | -------------------------------- | ------------------------------------------------------------------------ |
| 4 серпня            | Rogers Cup Монреаль, Канада WTA Premier 5 $2,369,000 – Хард – 56S/48Q/28D Одиночний розряд – Парний розряд                                         | Агнешка Радванська 6–4, 6–2                           | Вінус Вільямс                         | Серена Вільямс Катерина Макарова | Каролін Возняцкі Карла Суарес Наварро Вікторія Азаренко Коко Вандевей    |
| 4 серпня            | Rogers Cup Монреаль, Канада WTA Premier 5 $2,369,000 – Хард – 56S/48Q/28D Одиночний розряд – Парний розряд                                         | Сара Еррані Роберта Вінчі 7–6(7–4), 6–3               | Кара Блек Саня Мірза                  | Серена Вільямс Катерина Макарова | Каролін Возняцкі Карла Суарес Наварро Вікторія Азаренко Коко Вандевей    |
| 11 серпня           | Western & Southern Open Мейсон, США WTA Premier 5 $2,369,000 – Хард – 56S/48Q/28D Одиночний розряд – Парний розряд                                 | Серена Вільямс 6–4, 6–1                               | Ана Іванович                          | Каролін Возняцкі Марія Шарапова  | Єлена Янкович Агнешка Радванська Еліна Світоліна Симона Халеп            |
| 11 серпня           | Western & Southern Open Мейсон, США WTA Premier 5 $2,369,000 – Хард – 56S/48Q/28D Одиночний розряд – Парний розряд                                 | Ракель Копс-Джонс Абігейл Спірс 6–1, 2–0 знялася      | Тімеа Бабош Крістіна Младенович       | Каролін Возняцкі Марія Шарапова  | Єлена Янкович Агнешка Радванська Еліна Світоліна Симона Халеп            |
| 18 серпня           | Connecticut Open Нью-Гейвен, США WTA Premier $710,000 – Хард – 30S/48Q/16D Одиночний розряд – Парний розряд                                        | Петра Квітова 6–4, 6–2                                | Магдалена Рибарикова                  | Каміла Джорджі Саманта Стосур    | Алісон Ріск Гарбінє Мугуруса Кірстен Фліпкенс Барбора Заглавова-Стрицова |
| 18 серпня           | Connecticut Open Нью-Гейвен, США WTA Premier $710,000 – Хард – 30S/48Q/16D Одиночний розряд – Парний розряд                                        | Андрея Клепач Сільвія Солер Еспіноза 7–5, 4–6, [10–7] | Марина Еракович Аранча Парра Сантонха | Каміла Джорджі Саманта Стосур    | Алісон Ріск Гарбінє Мугуруса Кірстен Фліпкенс Барбора Заглавова-Стрицова |
| 25 серпня 1 вересня | Відкритий чемпіонат США Нью-Йорк, США Великий шолом $11,517,008 – Хард 128S/128Q/64D/32X Одиночний розряд – Парний розряд – Змішаний парний розряд | Серена Вільямс 6–3, 6–3                               | Каролін Возняцкі                      | Катерина Макарова Пен Шуай       | Флавія Пеннетта Вікторія Азаренко Белінда Бенчич Сара Еррані             |
| 25 серпня 1 вересня | Відкритий чемпіонат США Нью-Йорк, США Великий шолом $11,517,008 – Хард 128S/128Q/64D/32X Одиночний розряд – Парний розряд – Змішаний парний розряд | Катерина Макарова Олена Весніна 2–6, 6–3, 6–2         | Мартіна Хінгіс Флавія Пеннетта        | Катерина Макарова Пен Шуай       | Флавія Пеннетта Вікторія Азаренко Белінда Бенчич Сара Еррані             |
| 25 серпня 1 вересня | Відкритий чемпіонат США Нью-Йорк, США Великий шолом $11,517,008 – Хард 128S/128Q/64D/32X Одиночний розряд – Парний розряд – Змішаний парний розряд | Саня Мірза Бруно Соарес 6–1, 2–6, [11–9]              | Абігейл Спірс Сантьяго Гонсалес       | Катерина Макарова Пен Шуай       | Флавія Пеннетта Вікторія Азаренко Белінда Бенчич Сара Еррані             |

### Вересень
| Тиждень    | Турнір | Чемпіонки                                             | Фіналістки                                       | Півфіналістки                         | Чвертьфіналістки                                                      |
| ---------- | --- | ----------------------------------------------------- | ------------------------------------------------ | ------------------------------------- | --------------------------------------------------------------------- |
| 8 вересня  | Coupe Banque Nationale Квебек, Канада WTA International $250,000 – Килим (i) – 32S/24Q/16D Одиночний розряд – Парний розряд           | Міряна Лучич-Бароні 6–4, 6–3                          | Вінус Вільямс                                    | Шелбі Роджерс Юлія Гергес             | Луціє Градецька Татьяна Марія Сесил Каратанчева Андреа Главачкова     |
| 8 вересня  | Coupe Banque Nationale Квебек, Канада WTA International $250,000 – Килим (i) – 32S/24Q/16D Одиночний розряд – Парний розряд           | Луціє Градецька Міряна Лучич-Бароні 6–3, 7–6(10–8)    | Юлія Гергес Андреа Главачкова                    | Шелбі Роджерс Юлія Гергес             | Луціє Градецька Татьяна Марія Сесил Каратанчева Андреа Главачкова     |
| 8 вересня  | Prudential Hong Kong Open Гонконг WTA International $250,000 – Хард – 32S/32Q/16D Одиночний розряд – Парний розряд                    | Сабіне Лісіцкі 7–5, 6–3                               | Кароліна Плішкова                                | Франческа Ск'явоне Алісон ван Ейтванк | Чжен Сайсай Яна Чепелова Чжен Цзє Ярміла Ґайдошова                    |
| 8 вересня  | Prudential Hong Kong Open Гонконг WTA International $250,000 – Хард – 32S/32Q/16D Одиночний розряд – Парний розряд                    | Кароліна Плішкова Крістина Плішкова 6–2, 2–6, [12–10] | Патріція Майр-Ахлайтнер Родіонова Аріна Іванівна | Франческа Ск'явоне Алісон ван Ейтванк | Чжен Сайсай Яна Чепелова Чжен Цзє Ярміла Ґайдошова                    |
| 8 вересня  | Tashkent Open Ташкент, Узбекистан WTA International $250,000 – Хард – 32S/16Q/16D Одиночний розряд – Парний розряд                    | Карін Кнапп 6–2, 7–6(7–4)                             | Бояна Йовановські                                | Нігіна Абдураїмова Леся Цуренко       | Уршуля Радванська Акгуль Аманмурадова Ольга Говорцова Ксенія Первак   |
| 8 вересня  | Tashkent Open Ташкент, Узбекистан WTA International $250,000 – Хард – 32S/16Q/16D Одиночний розряд – Парний розряд                    | Александра Крунич Катержина Сінякова 6–2, 6–1         | Маргарита Гаспарян Олександра Панова             | Нігіна Абдураїмова Леся Цуренко       | Уршуля Радванська Акгуль Аманмурадова Ольга Говорцова Ксенія Первак   |
| 15 вересня | Toray Pan Pacific Open Токіо, Японія WTA Premier $1,000,000 – Хард – 28S/32Q/16D Одиночний розряд – Парний розряд                     | Ана Іванович 6–2, 7–6(7–2)                            | Каролін Возняцкі                                 | Анджелік Кербер Гарбінє Мугуруса      | Домініка Цібулкова Луціє Шафарова Кейсі Деллаква Карла Суарес Наварро |
| 15 вересня | Toray Pan Pacific Open Токіо, Японія WTA Premier $1,000,000 – Хард – 28S/32Q/16D Одиночний розряд – Парний розряд                     | Кара Блек Саня Мірза 6–2, 7–5                         | Гарбінє Мугуруса Карла Суарес Наварро            | Анджелік Кербер Гарбінє Мугуруса      | Домініка Цібулкова Луціє Шафарова Кейсі Деллаква Карла Суарес Наварро |
| 15 вересня | Kia Korea Open Сеул, Південна Корея WTA International $500,000 – Хард – 32S/32Q/16D Одиночний розряд – Парний розряд                  | Кароліна Плішкова 6–3, 6–7(5–7), 6–2                  | Варвара Лепченко                                 | Крістіна Макгейл Марія Кириленко      | Агнешка Радванська Магдалена Рибарикова Кая Канепі Ніколь Гіббс       |
| 15 вересня | Kia Korea Open Сеул, Південна Корея WTA International $500,000 – Хард – 32S/32Q/16D Одиночний розряд – Парний розряд                  | Лара Арруабаррена Ірина-Камелія Бегу 6–3, 6–3         | Мона Бартель Менді Мінелла                       | Крістіна Макгейл Марія Кириленко      | Агнешка Радванська Магдалена Рибарикова Кая Канепі Ніколь Гіббс       |
| 15 вересня | Guangzhou International Women's Open Гуанчжоу, Китай WTA International $500,000 – Хард – 32S/24Q/16D Одиночний розряд – Парний розряд | Моніка Нікулеску 6–4, 6–0                             | Алізе Корне                                      | Ван Яфань Тімеа Бачинскі              | Чжан Кайлінь Моніка Пуїг Марія Тереса Торро Флор Сє Шувей             |
| 15 вересня | Guangzhou International Women's Open Гуанчжоу, Китай WTA International $500,000 – Хард – 32S/24Q/16D Одиночний розряд – Парний розряд | Чжуан Цзяжун Лян Чень 2–6, 7–6(7–3), [10–7]           | Алізе Корне Магда Лінетт                         | Ван Яфань Тімеа Бачинскі              | Чжан Кайлінь Моніка Пуїг Марія Тереса Торро Флор Сє Шувей             |
| 22 вересня | Wuhan Open Ухань, Китай WTA Premier 5 $2,440,070 – Хард – 56S/32Q/28D Одиночний розряд – Парний розряд                                | Петра Квітова 6–3, 6–4                                | Ежені Бушар                                      | Каролін Возняцкі Еліна Світоліна      | Алізе Корне Тімеа Бачинскі Каролін Гарсія Анджелік Кербер             |
| 22 вересня | Wuhan Open Ухань, Китай WTA Premier 5 $2,440,070 – Хард – 56S/32Q/28D Одиночний розряд – Парний розряд                                | Мартіна Хінгіс Флавія Пеннетта 6–4, 5–7, [12–10]      | Кара Блек Каролін Гарсія                         | Каролін Возняцкі Еліна Світоліна      | Алізе Корне Тімеа Бачинскі Каролін Гарсія Анджелік Кербер             |
| 29 вересня | China Open Пекін, Китай WTA Premier Mandatory $5,427,105 – Хард – 60S/32Q/28D Одиночний розряд – Парний розряд                        | Марія Шарапова 6–4, 2–6, 6–3                          | Петра Квітова                                    | Саманта Стосур Ана Іванович           | Серена Вільямс Роберта Вінчі Світлана Кузнецова Симона Халеп          |
| 29 вересня | China Open Пекін, Китай WTA Premier Mandatory $5,427,105 – Хард – 60S/32Q/28D Одиночний розряд – Парний розряд                        | Андреа Главачкова Пен Шуай 6–4, 6–4                   | Кара Блек Саня Мірза                             | Саманта Стосур Ана Іванович           | Серена Вільямс Роберта Вінчі Світлана Кузнецова Симона Халеп          |

### Жовтень
| Тиждень   | Турнір | Чемпіонки                                                 | Фіналістки                           | Півфіналістки                         | Чвертьфіналістки |
| --------- | --- | --------------------------------------------------------- | ------------------------------------ | ------------------------------------- | --- |
| 6 жовтня  | Tianjin Open Тяньдзінь, Китай WTA International $250,000 – Хард – 32S/32Q/16D Одиночний розряд – Парний розряд                  | Алісон Ріск 6–3, 6–4                                      | Белінда Бенчич                       | Чжен Сайсай Пен Шуай                  | Сорана Кирстя Варвара Лепченко Сє Шувей Айла Томлянович                                                               |
| 6 жовтня  | Tianjin Open Тяньдзінь, Китай WTA International $250,000 – Хард – 32S/32Q/16D Одиночний розряд – Парний розряд                  | Алла Кудрявцева Анастасія Родіонова 6–7(6–8), 6–2, [10–8] | Сорана Кирстя Андрея Клепач          | Чжен Сайсай Пен Шуай                  | Сорана Кирстя Варвара Лепченко Сє Шувей Айла Томлянович                                                               |
| 6 жовтня  | HP Japan Women's Open Tennis Осака, Японія WTA International $250,000 – Хард – 32S/32Q/16D Одиночний розряд – Парний розряд     | Саманта Стосур 7–6(9–7), 6–3                              | Заріна Діяс                          | Еліна Світоліна Луксіка Кумхун        | Юлія Путінцева Лорен Девіс Ана Конюх Медісон Кіз                                                                      |
| 6 жовтня  | HP Japan Women's Open Tennis Осака, Японія WTA International $250,000 – Хард – 32S/32Q/16D Одиночний розряд – Парний розряд     | Аояма Сюко Рената Ворачова 6–1, 6–2                       | Лара Арруабаррена Татьяна Марія      | Еліна Світоліна Луксіка Кумхун        | Юлія Путінцева Лорен Девіс Ана Конюх Медісон Кіз                                                                      |
| 6 жовтня  | Generali Ladies Linz Лінц, Австрія WTA International $250,000 – Хард (п) – 32S/32Q/16D Одиночний розряд – Парний розряд         | Кароліна Плішкова 6–7(4–7), 6–3, 7–6(7–4)                 | Каміла Джорджі                       | Карін Кнапп Анна-Лена Фрідзам         | Цветана Піронкова Марина Еракович Штефані Феґеле Медісон Бренгл                                                       |
| 6 жовтня  | Generali Ladies Linz Лінц, Австрія WTA International $250,000 – Хард (п) – 32S/32Q/16D Одиночний розряд – Парний розряд         | Ралука Олару Анна Татішвілі 6–2, 6–1                      | Анніка Бек Каролін Гарсія            | Карін Кнапп Анна-Лена Фрідзам         | Цветана Піронкова Марина Еракович Штефані Феґеле Медісон Бренгл                                                       |
| 13 жовтня | Кубок Кремля Москва, Росія WTA Premier $710,000 – Хард (п) – 28S/32Q/16D Одиночний розряд – Парний розряд                       | Анастасія Павлюченкова 6–4, 5–7, 6–1                      | Ірина-Камелія Бегу                   | Катержина Сінякова Луціє Шафарова     | Віталія Дяченко Каміла Джорджі Світлана Кузнецова Цветана Піронкова                                                   |
| 13 жовтня | Кубок Кремля Москва, Росія WTA Premier $710,000 – Хард (п) – 28S/32Q/16D Одиночний розряд – Парний розряд                       | Мартіна Хінгіс Флавія Пеннетта 6–3, 7–5                   | Каролін Гарсія Аранча Парра Сантонха | Катержина Сінякова Луціє Шафарова     | Віталія Дяченко Каміла Джорджі Світлана Кузнецова Цветана Піронкова                                                   |
| 13 жовтня | BGL Luxembourg Open Люксембург, Люксембург WTA International $250,000 – Хард (п) – 32S/32Q/16D Одиночний розряд – Парний розряд | Анніка Бек 6–2, 6–1                                       | Барбора Заглавова-Стрицова           | Деніса Аллертова Мона Бартель         | Патріція Майр-Ахлайтнер Варвара Лепченко Юганна Ларссон Кікі Бертенс                                                  |
| 13 жовтня | BGL Luxembourg Open Люксембург, Люксембург WTA International $250,000 – Хард (п) – 32S/32Q/16D Одиночний розряд – Парний розряд | Тімеа Бачинскі Крістіна Барруа 3–6, 6–4, [10–4]           | Луціє Градецька Барбора Крейчикова   | Деніса Аллертова Мона Бартель         | Патріція Майр-Ахлайтнер Варвара Лепченко Юганна Ларссон Кікі Бертенс                                                  |
| 20 жовтня | BNP Paribas WTA фінал Сінгапур Чемпіонат закінчення року $6,500,000 – Хард (п) – 8S (RR)/8D Одиночний розряд – Парний розряд    | Серена Вільямс 6–3, 6–0                                   | Симона Халеп                         | Агнешка Радванська Каролін Возняцкі   | Круговий турнір losers Ежені Бушар Ана Іванович Марія Шарапова Петра Квітова                                          |
| 20 жовтня | BNP Paribas WTA фінал Сінгапур Чемпіонат закінчення року $6,500,000 – Хард (п) – 8S (RR)/8D Одиночний розряд – Парний розряд    | Кара Блек Саня Мірза 6–1, 6–0                             | Сє Шувей Пен Шуай                    | Агнешка Радванська Каролін Возняцкі   | Круговий турнір losers Ежені Бушар Ана Іванович Марія Шарапова Петра Квітова                                          |
| 27 жовтня | Турнір чемпіонок WTA Софія, Болгарія Чемпіонат закінчення року $750,000 – Хард (п) – 8S Одиночний розряд                        | Андреа Петкович 1–6, 6–4, 6–3                             | Флавія Пеннетта                      | Гарбінє Мугуруса Карла Суарес Наварро | Круговий турнір losers Кароліна Плішкова Домініка Цібулкова Алізе Корне Цветана Піронкова Катерина Макарова (знялась) |

### Листопад
| Тиждень    | Турнір                                        | Чемпіонки   | Фіналістки | Півфіналістки | Чвертьфіналістки |
| ---------- | --------------------------------------------- | ----------- | ---------- | ------------- | ---------------- |
| November 3 | Фінал Кубка Федерації Прага, Чехія – Хард (п) | Чехія · 3–1 | Німеччина  |               |                  |

## Статистична інформація
Ці таблиці показують кількість виграних турнірів кожною окремою гравчинею та представницями різних країн. Враховані одиночні (S), парні (D) та змішані (X) титули на турнірах усіх рівнів: Великий шолом, чемпіонати закінчення сезону (Чемпіонат Туру WTA і Турнір Чемпіонок), Турніри WTA Premier (Premier Mandatory, Premier 5 і звичайні Premier), а також Турніри WTA International. Гравчинь і країни розподілено за такими показниками:
1. Загальна кількість титулів (титул в парному розряді, виграний двома тенісистками, які представляють одну й ту саму країну, зараховано як  лише один виграш для країни);
2. Сумарна цінність усіх виграних титулів (одна перемога на турнірі Великого шолома, дорівнює двом перемогам на турнірі Premier Mandatory/Premier 5, одна перемога на чемпіонаті закінчення сезону дорівнює півтора перемогам на Premier Mandatory/Premier 5, одна перемога на Mandatory/Premier 5 дорівнює двом перемогам на звичайних Premier, одна перемога на Premier дорівнює двом перемогам на International);
3. Ієрархія розрядів: одиночний > парний > змішаний;
4. Алфавітний порядок (для гравчинь за прізвищем).

### Легенда
| Турніри Великого шолома      |
| Чемпіонати закінчення сезону |
| WTA Premier Mandatory        |
| WTA Premier 5                |
| WTA Premier                  |
| WTA International            |

### Титули окремих гравчинь
| Загалом | Гравчиня                      | S | D | X | S | D | S | D | S | D | S | D | S | D | S | D | X |
| ------- | ----------------------------- | - | - | - | - | - | - | - | - | - | - | - | - | - | - | - | - |
| 7       | Серена Вільямс (USA)          | ● |   |   | ● |   | ● |   | ● |   | ● |   |   |   | 7 | 0 | 0 |
| 5       | Сара Еррані (ITA)             |   | ● |   |   |   |   | ● |   | ● |   | ● |   |   | 0 | 5 | 0 |
| 5       | Роберта Вінчі (ITA)           |   | ● |   |   |   |   | ● |   | ● |   | ● |   |   | 0 | 5 | 0 |
| 5       | Пен Шуай (CHN)                |   | ● |   |   |   |   | ● |   | ● |   |   |   | ● | 0 | 5 | 0 |
| 5       | Кароліна Плішкова (CZE)       |   |   |   |   |   |   |   |   |   |   |   | ● | ● | 2 | 3 | 0 |
| 4       | Марія Шарапова (RUS)          | ● |   |   |   |   | ● |   |   |   | ● |   |   |   | 4 | 0 | 0 |
| 4       | Саня Мірза (IND)              |   |   | ● |   | ● |   |   |   |   |   | ● |   | ● | 0 | 3 | 1 |
| 4       | Ана Іванович (SRB)            |   |   |   |   |   |   |   |   |   | ● |   | ● |   | 4 | 0 | 0 |
| 3       | Петра Квітова (CZE)           | ● |   |   |   |   |   |   | ● |   | ● |   |   |   | 3 | 0 | 0 |
| 3       | Сє Шувей (TPE)                |   | ● |   |   |   |   | ● |   | ● |   |   |   |   | 0 | 3 | 0 |
| 3       | Андреа Петкович (GER)         |   |   |   | ● |   |   |   |   |   | ● |   | ● |   | 3 | 0 | 0 |
| 3       | Кара Блек (ZIM)               |   |   |   |   | ● |   |   |   |   |   | ● |   | ● | 0 | 3 | 0 |
| 3       | Флавія Пеннетта (ITA)         |   |   |   |   |   | ● |   |   | ● |   | ● |   |   | 1 | 2 | 0 |
| 3       | Мартіна Хінгіс (SUI)          |   |   |   |   |   |   | ● |   | ● |   | ● |   |   | 0 | 3 | 0 |
| 3       | Алла Кудрявцева (RUS)         |   |   |   |   |   |   |   |   |   |   | ● |   | ● | 0 | 3 | 0 |
| 3       | Анастасія Родіонова (AUS)     |   |   |   |   |   |   |   |   |   |   | ● |   | ● | 0 | 3 | 0 |
| 3       | Гарбінє Мугуруса (ESP)        |   |   |   |   |   |   |   |   |   |   | ● | ● | ● | 1 | 2 | 0 |
| 3       | Клара Коукалова (CZE)         |   |   |   |   |   |   |   |   |   |   |   | ● | ● | 1 | 2 | 0 |
| 3       | Моніка Нікулеску (ROU)        |   |   |   |   |   |   |   |   |   |   |   | ● | ● | 1 | 2 | 0 |
| 2       | Лі На (CHN)                   | ● |   |   |   |   |   |   |   |   |   |   | ● |   | 2 | 0 | 0 |
| 2       | Катерина Макарова (RUS)       |   | ● |   |   |   |   |   |   |   |   |   | ● |   | 1 | 1 | 0 |
| 2       | Анна-Лена Гренефельд (GER)    |   |   | ● |   |   |   |   |   |   |   | ● |   |   | 0 | 1 | 1 |
| 2       | Саманта Стосур (AUS)          |   |   | ● |   |   |   |   |   |   |   |   | ● |   | 1 | 0 | 1 |
| 2       | Крістіна Младенович (FRA)     |   |   | ● |   |   |   |   |   |   |   |   |   | ● | 0 | 1 | 1 |
| 2       | Сабіне Лісіцкі (GER)          |   |   |   |   |   |   | ● |   |   |   |   | ● |   | 1 | 1 | 0 |
| 2       | Симона Халеп (ROU)            |   |   |   |   |   |   |   | ● |   |   |   | ● |   | 2 | 0 | 0 |
| 2       | Ракель Копс-Джонс (USA)       |   |   |   |   |   |   |   |   | ● |   | ● |   |   | 0 | 2 | 0 |
| 2       | Квета Пешке (CZE)             |   |   |   |   |   |   |   |   | ● |   | ● |   |   | 0 | 2 | 0 |
| 2       | Абігейл Спірс (USA)           |   |   |   |   |   |   |   |   | ● |   | ● |   |   | 0 | 2 | 0 |
| 2       | Анастасія Павлюченкова (RUS)  |   |   |   |   |   |   |   |   |   | ● |   |   |   | 2 | 0 | 0 |
| 2       | Карла Суарес Наварро (ESP)    |   |   |   |   |   |   |   |   |   |   | ● | ● |   | 1 | 1 | 0 |
| 2       | Тімеа Бабош (HUN)             |   |   |   |   |   |   |   |   |   |   | ● |   | ● | 0 | 2 | 0 |
| 2       | Чжань Хаоцін (TPE)            |   |   |   |   |   |   |   |   |   |   | ● |   | ● | 0 | 2 | 0 |
| 2       | Андрея Клепач (SLO)           |   |   |   |   |   |   |   |   |   |   | ● |   | ● | 0 | 2 | 0 |
| 2       | Анабель Медіна Гаррігес (ESP) |   |   |   |   |   |   |   |   |   |   | ● |   | ● | 0 | 2 | 0 |
| 2       | Ярослава Шведова (KAZ)        |   |   |   |   |   |   |   |   |   |   | ● |   | ● | 0 | 2 | 0 |
| 2       | Каролін Гарсія (FRA)          |   |   |   |   |   |   |   |   |   |   |   | ● | ● | 1 | 1 | 0 |
| 2       | Міряна Лучич-Бароні (CRO)     |   |   |   |   |   |   |   |   |   |   |   | ● | ● | 1 | 1 | 0 |
| 2       | Марія Тереса Торро Флор (ESP) |   |   |   |   |   |   |   |   |   |   |   | ● | ● | 1 | 1 | 0 |
| 2       | Еліна Світоліна (UKR)         |   |   |   |   |   |   |   |   |   |   |   | ● | ● | 1 | 1 | 0 |
| 2       | Аояма Сюко (JPN)              |   |   |   |   |   |   |   |   |   |   |   |   | ● | 0 | 2 | 0 |
| 2       | Лара Арруабаррена (ESP)       |   |   |   |   |   |   |   |   |   |   |   |   | ● | 0 | 2 | 0 |
| 2       | Ірина-Камелія Бегу (ROU)      |   |   |   |   |   |   |   |   |   |   |   |   | ● | 0 | 2 | 0 |
| 2       | Крістина Плішкова (CZE)       |   |   |   |   |   |   |   |   |   |   |   |   | ● | 0 | 2 | 0 |
| 1       | Олена Весніна (RUS)           |   | ● |   |   |   |   |   |   |   |   |   |   |   | 0 | 1 | 0 |
| 1       | Андреа Главачкова (CZE)       |   |   |   |   |   |   | ● |   |   |   |   |   |   | 0 | 1 | 0 |
| 1       | Агнешка Радванська (POL)      |   |   |   |   |   |   |   | ● |   |   |   |   |   | 1 | 0 | 0 |
| 1       | Катарина Среботнік (SLO)      |   |   |   |   |   |   |   |   | ● |   |   |   |   | 0 | 1 | 0 |
| 1       | Медісон Кіз (USA)             |   |   |   |   |   |   |   |   |   | ● |   |   |   | 1 | 0 | 0 |
| 1       | Цветана Піронкова (BUL)       |   |   |   |   |   |   |   |   |   | ● |   |   |   | 1 | 0 | 0 |
| 1       | Вінус Вільямс (USA)           |   |   |   |   |   |   |   |   |   | ● |   |   |   | 1 | 0 | 0 |
| 1       | Чжань Юнжань (TPE)            |   |   |   |   |   |   |   |   |   |   | ● |   |   | 0 | 1 | 0 |
| 1       | Луціє Шафарова (CZE)          |   |   |   |   |   |   |   |   |   |   | ● |   |   | 0 | 1 | 0 |
| 1       | Сільвія Солер Еспіноза (ESP)  |   |   |   |   |   |   |   |   |   |   | ● |   |   | 0 | 1 | 0 |
| 1       | Анніка Бек (GER)              |   |   |   |   |   |   |   |   |   |   |   | ● |   | 1 | 0 | 0 |
| 1       | Ежені Бушар (CAN)             |   |   |   |   |   |   |   |   |   |   |   | ● |   | 1 | 0 | 0 |
| 1       | Мона Бартель (GER)            |   |   |   |   |   |   |   |   |   |   |   | ● |   | 1 | 0 | 0 |
| 1       | Домініка Цібулкова (SVK)      |   |   |   |   |   |   |   |   |   |   |   | ● |   | 1 | 0 | 0 |
| 1       | Алізе Корне (FRA)             |   |   |   |   |   |   |   |   |   |   |   | ● |   | 1 | 0 | 0 |
| 1       | Карін Кнапп (ITA)             |   |   |   |   |   |   |   |   |   |   |   | ● |   | 1 | 0 | 0 |
| 1       | Світлана Кузнецова (RUS)      |   |   |   |   |   |   |   |   |   |   |   | ● |   | 1 | 0 | 0 |
| 1       | Курумі Нара (JPN)             |   |   |   |   |   |   |   |   |   |   |   | ● |   | 1 | 0 | 0 |
| 1       | Моніка Пуїг (PUR)             |   |   |   |   |   |   |   |   |   |   |   | ● |   | 1 | 0 | 0 |
| 1       | Алісон Ріск (USA)             |   |   |   |   |   |   |   |   |   |   |   | ● |   | 1 | 0 | 0 |
| 1       | Коко Вандевей (USA)           |   |   |   |   |   |   |   |   |   |   |   | ● |   | 1 | 0 | 0 |
| 1       | Донна Векич (CRO)             |   |   |   |   |   |   |   |   |   |   |   | ● |   | 1 | 0 | 0 |
| 1       | Каролін Возняцкі (DEN)        |   |   |   |   |   |   |   |   |   |   |   | ● |   | 1 | 0 | 0 |
| 1       | Тімеа Бачинскі (SUI)          |   |   |   |   |   |   |   |   |   |   |   |   | ● | 0 | 1 | 0 |
| 1       | Крістіна Барруа (GER)         |   |   |   |   |   |   |   |   |   |   |   |   | ● | 0 | 1 | 0 |
| 1       | Ешлі Барті (AUS)              |   |   |   |   |   |   |   |   |   |   |   |   | ● | 0 | 1 | 0 |
| 1       | Юлія Бейгельзимер (UKR)       |   |   |   |   |   |   |   |   |   |   |   |   | ● | 0 | 1 | 0 |
| 1       | Елена Богдан (ROU)            |   |   |   |   |   |   |   |   |   |   |   |   | ● | 0 | 1 | 0 |
| 1       | Александра Каданцу (ROU)      |   |   |   |   |   |   |   |   |   |   |   |   | ● | 0 | 1 | 0 |
| 1       | Чжань Хаоцін (TPE)            |   |   |   |   |   |   |   |   |   |   |   |   | ● | 0 | 1 | 0 |
| 1       | Чжуан Цзяжун (TPE)            |   |   |   |   |   |   |   |   |   |   |   |   | ● | 0 | 1 | 0 |
| 1       | Габріела Дабровскі (CAN)      |   |   |   |   |   |   |   |   |   |   |   |   | ● | 0 | 1 | 0 |
| 1       | Кейсі Деллаква (AUS)          |   |   |   |   |   |   |   |   |   |   |   |   | ● | 0 | 1 | 0 |
| 1       | Місакі Дой (JPN)              |   |   |   |   |   |   |   |   |   |   |   |   | ● | 0 | 1 | 0 |
| 1       | Марина Еракович (NZL)         |   |   |   |   |   |   |   |   |   |   |   |   | ● | 0 | 1 | 0 |
| 1       | Шерон Фічмен (CAN)            |   |   |   |   |   |   |   |   |   |   |   |   | ● | 0 | 1 | 0 |
| 1       | Луціє Градецька (CZE)         |   |   |   |   |   |   |   |   |   |   |   |   | ● | 0 | 1 | 0 |
| 1       | Марія Ірігоєн (ARG)           |   |   |   |   |   |   |   |   |   |   |   |   | ● | 0 | 1 | 0 |
| 1       | Дарія Юрак (CRO)              |   |   |   |   |   |   |   |   |   |   |   |   | ● | 0 | 1 | 0 |
| 1       | Міхаелла Крайчек (NED)        |   |   |   |   |   |   |   |   |   |   |   |   | ● | 0 | 1 | 0 |
| 1       | Александра Крунич (SRB)       |   |   |   |   |   |   |   |   |   |   |   |   | ● | 0 | 1 | 0 |
| 1       | Меган Мултон-Леві (USA)       |   |   |   |   |   |   |   |   |   |   |   |   | ● | 0 | 1 | 0 |
| 1       | Лян Чень (CHN)                |   |   |   |   |   |   |   |   |   |   |   |   | ● | 0 | 1 | 0 |
| 1       | Ралука Олару (ROU)            |   |   |   |   |   |   |   |   |   |   |   |   | ● | 0 | 1 | 0 |
| 1       | Роміна Опранді (SUI)          |   |   |   |   |   |   |   |   |   |   |   |   | ● | 0 | 1 | 0 |
| 1       | Аранча Парра Сантонха (ESP)   |   |   |   |   |   |   |   |   |   |   |   |   | ● | 0 | 1 | 0 |
| 1       | Ольга Савчук (UKR)            |   |   |   |   |   |   |   |   |   |   |   |   | ● | 0 | 1 | 0 |
| 1       | Марія Санчес (USA)            |   |   |   |   |   |   |   |   |   |   |   |   | ● | 0 | 1 | 0 |
| 1       | Олександра Панова (RUS)       |   |   |   |   |   |   |   |   |   |   |   |   | ● | 0 | 1 | 0 |
| 1       | Катержина Сінякова (CZE)      |   |   |   |   |   |   |   |   |   |   |   |   | ● | 0 | 1 | 0 |
| 1       | Анна Татішвілі (USA)          |   |   |   |   |   |   |   |   |   |   |   |   | ● | 0 | 1 | 0 |
| 1       | Рената Ворачова (CZE)         |   |   |   |   |   |   |   |   |   |   |   |   | ● | 0 | 1 | 0 |
| 1       | Галина Воскобоєва (KAZ)       |   |   |   |   |   |   |   |   |   |   |   |   | ● | 0 | 1 | 0 |
| 1       | Гезер Вотсон (GBR)            |   |   |   |   |   |   |   |   |   |   |   |   | ● | 0 | 1 | 0 |
| 1       | Чжан Шуай (CHN)               |   |   |   |   |   |   |   |   |   |   |   |   | ● | 0 | 1 | 0 |

### Титули за країнами
| Загалом | Країна                  | S | D | X | S | D | S | D | S | D | S | D | S | D | S  | D  | X |
| ------- | ----------------------- | - | - | - | - | - | - | - | - | - | - | - | - | - | -- | -- | - |
| 19      | Чехія (CZE)             | 1 |   |   |   |   |   | 1 | 2 | 1 | 1 | 2 | 3 | 8 | 7  | 12 | 0 |
| 16      | США (USA)               | 1 |   |   | 1 |   | 1 |   | 1 | 1 | 4 | 1 | 2 | 3 | 11 | 5  | 0 |
| 13      | Росія (RUS)             | 1 | 1 |   |   |   | 2 |   |   |   | 3 | 2 | 2 | 2 | 8  | 5  | 0 |
| 12      | Іспанія (ESP)           |   |   |   |   |   |   |   |   |   |   | 3 | 3 | 6 | 3  | 9  | 0 |
| 10      | Німеччина (GER)         |   |   | 1 | 1 |   |   | 1 |   |   | 1 | 1 | 4 | 1 | 6  | 3  | 1 |
| 9       | Італія (ITA)            |   | 2 |   |   |   | 1 | 1 |   | 2 |   | 2 | 1 |   | 2  | 7  | 0 |
| 9       | Румунія (ROU)           |   |   |   |   |   |   |   | 1 |   |   |   | 2 | 6 | 3  | 6  | 0 |
| 8       | КНР (CHN)               | 1 | 1 |   |   |   |   | 2 |   | 1 |   |   | 1 | 2 | 2  | 6  | 0 |
| 6       | Китайський Тайбей (TPE) |   | 1 |   |   |   |   | 1 |   | 1 |   | 1 |   | 2 | 0  | 6  | 0 |
| 6       | Франція (FRA)           |   |   | 1 |   |   |   |   |   |   |   |   | 2 | 3 | 2  | 3  | 1 |
| 5       | Австралія (AUS)         |   |   | 1 |   |   |   |   |   |   |   | 2 |   | 2 | 0  | 4  | 1 |
| 5       | Швейцарія (SUI)         |   |   |   |   |   |   | 1 |   | 1 |   | 1 |   | 2 | 0  | 5  | 0 |
| 5       | Сербія (SRB)            |   |   |   |   |   |   |   |   |   | 2 |   | 2 | 1 | 4  | 1  | 0 |
| 4       | Індія (IND)             |   |   | 1 |   | 1 |   |   |   |   |   | 1 |   | 1 | 0  | 3  | 1 |
| 4       | Хорватія (CRO)          |   |   |   |   |   |   |   |   |   |   |   | 2 | 2 | 2  | 2  | 0 |
| 4       | Японія (JPN)            |   |   |   |   |   |   |   |   |   |   |   | 1 | 3 | 1  | 3  | 0 |
| 3       | Зімбабве (ZIM)          |   |   |   |   | 1 |   |   |   |   |   | 1 |   | 1 | 0  | 3  | 0 |
| 3       | Словенія (SLO)          |   |   |   |   |   |   |   |   | 1 |   | 1 |   | 1 | 0  | 3  | 0 |
| 3       | Казахстан (KAZ)         |   |   |   |   |   |   |   |   |   |   | 1 |   | 2 | 0  | 3  | 0 |
| 3       | Канада (CAN)            |   |   |   |   |   |   |   |   |   |   |   | 1 | 2 | 1  | 2  | 0 |
| 3       | Україна (UKR)           |   |   |   |   |   |   |   |   |   |   |   | 1 | 2 | 1  | 2  | 0 |
| 2       | Угорщина (HUN)          |   |   |   |   |   |   |   |   |   |   | 1 |   | 1 | 0  | 2  | 0 |
| 1       | Польща (POL)            |   |   |   |   |   |   |   | 1 |   |   |   |   |   | 1  | 0  | 0 |
| 1       | Болгарія (BUL)          |   |   |   |   |   |   |   |   |   | 1 |   |   |   | 1  | 0  | 0 |
| 1       | Данія (DEN)             |   |   |   |   |   |   |   |   |   |   |   | 1 |   | 1  | 0  | 0 |
| 1       | Пуерто-Рико (PUR)       |   |   |   |   |   |   |   |   |   |   |   | 1 |   | 1  | 0  | 0 |
| 1       | Словаччина (SVK)        |   |   |   |   |   |   |   |   |   |   |   | 1 |   | 1  | 0  | 0 |
| 1       | Аргентина (ARG)         |   |   |   |   |   |   |   |   |   |   |   |   | 1 | 0  | 1  | 0 |
| 1       | Велика Британія (GBR)   |   |   |   |   |   |   |   |   |   |   |   |   | 1 | 0  | 1  | 0 |
| 1       | Нідерланди (NED)        |   |   |   |   |   |   |   |   |   |   |   |   | 1 | 0  | 1  | 0 |
| 1       | Нова Зеландія (NZL)     |   |   |   |   |   |   |   |   |   |   |   |   | 1 | 0  | 1  | 0 |

### Інформація про титули
Наведені нижче гравчині виграли свій перший титул рівня Туру WTA в одиночному, парному або змішаному розряді:
| Одиночний розряд |
| --- |
| - Цветана Піронкова – Сідней (сітка) - Гарбінє Мугуруса – Гобарт (сітка) - Курумі Нара – Ріо-де-Жанейро (сітка) - Каролін Гарсія – Богота (сітка) - Донна Векич – Куала-Лумпур (сітка) - Марія Тереса Торро Флор – Марракеш (сітка) - Карла Суарес Наварро – Оейраш (сітка) - Ежені Бушар – Нюрнберг (сітка) - Моніка Пуїг – Страсбург (сітка) - Коко Вандевей - Гертогенбос (сітка) - Медісон Кіз - Істборн (сітка) - Карін Кнапп – Ташкент (сітка) - Алісон Ріск – Тяньцзінь (сітка) - Анніка Бек – Люксембург (сітка) |

| Парний розряд |
| --- |
| - Шерон Фічмен – Окленд (сітка) - Марія Санчес – Окленд (сітка) - Марія Ірігоєн – Ріо-де-Жанейро (сітка) - Дарія Юрак – Монтеррей (сітка) - Меган Мултон-Леві – Монтеррей (сітка) - Каролін Гарсія – Богота (сітка) - Роміна Опранді – Марракеш (сітка) - Елена Богдан – Бухарест (сітка) - Александра Каданцу – Бухарест (сітка) - Еліна Світоліна – Стамбул (сітка) - Місакі Дой – Стамбул (сітка) - Габріела Дабровскі – Вашингтон (сітка) - Карла Суарес Наварро – Стенфорд (сітка) - Сільвія Солер Еспіноза – Нью-Гейвен (сітка) - Александра Крунич – Ташкент (сітка) - Катержина Сінякова – Ташкент (сітка) - Лян Чень – Гуанчжоу (сітка) - Анна Татішвілі – Лінц (сітка) - Крістіна Барруа – Люксембург (сітка) |

Наведені нижче гравчині захистили свій торішній титул в одиночному, парному або змішаному розряді:
| Одиночний розряд |
| --- |
| - Лі На – Шеньчжень (сітка) - Серена Вільямс – Брисбен (сітка), Маямі (сітка), Рим (сітка), Відкритий чемпіонат США (сітка), Фінал WTA (сітка) - Марія Шарапова – Штутгарт (сітка) - Еліна Світоліна – Баку (сітка) - Саманта Стосур – Осака (сітка) |

| Парний розряд |
| --- |
| - Сара Еррані – Відкритий чемпіонат Австралії (сітка) - Роберта Вінчі – Відкритий чемпіонат Австралії (сітка) - Анабель Медіна Гаррігес – Флоріанополіс (сітка) - Ярослава Шведова – Флоріанополіс (сітка) - Аояма Сюко – Вашингтон (сітка) - Кара Блек – Токіо (сітка) - Саня Мірза – Токіо (сітка) |

### Увійшли в першу десятку
Наведені нижче гравчині вперше у своїй кар'єрі увійшли в першу десятку рейтингу WTA:
| Одиночний розряд                                                                                                 |
| --- |
| - Симона Халеп (27 січня стала №10) - Домініка Цібулкова (31 березня стала №10) - Ежені Бушар (7 липня стала №7) |

## Рейтинги WTA
Нижче наведено по двадцять перших гравчинь у рейтингу WTA наприкінці сезону, рейтингу гонки до Чемпіонату WTA в одиночному розряді, а також двадцять перших гравчинь і десять перших пар рейтингу WTA  наприкінці сезону 2014. Гравчині на золотому тлі кваліфікувалися на Чемпіонат Туру WTA.

### Одиночний розряд
| Рейтинг гонки до Чемпіонату WTA станом на 20 жовтня 2014 | Рейтинг гонки до Чемпіонату WTA станом на 20 жовтня 2014 | Рейтинг гонки до Чемпіонату WTA станом на 20 жовтня 2014 | Рейтинг гонки до Чемпіонату WTA станом на 20 жовтня 2014 | Рейтинг гонки до Чемпіонату WTA станом на 20 жовтня 2014 |
| #                                                        | Гравчиня                                                 | Очки                                                     | Турнірів                                                 |                                                          |
| -------------------------------------------------------- | -------------------------------------------------------- | -------------------------------------------------------- | -------------------------------------------------------- | -------------------------------------------------------- |
| 1                                                        | Серена Вільямс (USA)                                     | 7,146                                                    | 18                                                       |                                                          |
| 2                                                        | Марія Шарапова (RUS)                                     | 6,680                                                    | 16                                                       |                                                          |
| 3                                                        | Петра Квітова (CZE)                                      | 5,597                                                    | 19                                                       |                                                          |
| 4                                                        | Симона Халеп (ROU)                                       | 5,403                                                    | 20                                                       |                                                          |
| 5                                                        | Ежені Бушар (CAN)                                        | 4,523                                                    | 23                                                       |                                                          |
| 6                                                        | Агнешка Радванська (POL)                                 | 4,441                                                    | 21                                                       |                                                          |
| 7                                                        | Ана Іванович (SRB)                                       | 4,390                                                    | 22                                                       |                                                          |
| 8                                                        | Каролін Возняцкі (DEN)                                   | 4,045                                                    | 20                                                       |                                                          |
| 9                                                        | Анджелік Кербер (GER)                                    | 3,480                                                    | 22                                                       |                                                          |
| 10                                                       | Домініка Цібулкова (SVK)                                 | 3,052                                                    | 24                                                       |                                                          |
| 11                                                       | Катерина Макарова (RUS)                                  | 2,970                                                    | 21                                                       |                                                          |
| 12                                                       | Флавія Пеннетта (ITA)                                    | 2,861                                                    | 20                                                       |                                                          |
| 13                                                       | Андреа Петкович (GER)                                    | 2,675                                                    | 22                                                       |                                                          |
| 14                                                       | Сара Еррані (ITA)                                        | 2,642                                                    | 19                                                       |                                                          |
| 15                                                       | Єлена Янкович (SRB)                                      | 2,615                                                    | 24                                                       |                                                          |
| 16                                                       | Луціє Шафарова (CZE)                                     | 2,495                                                    | 24                                                       |                                                          |
| 17                                                       | Вінус Вільямс (USA)                                      | 2,370                                                    | 24                                                       |                                                          |
| 18                                                       | Карла Суарес Наварро (ESP)                               | 2,270                                                    | 18                                                       |                                                          |
| 19                                                       | Алізе Корне (FRA)                                        | 2,200                                                    | 23                                                       |                                                          |
| 20                                                       | Гарбінє Мугуруса (ESP)                                   | 2,005                                                    | 24                                                       |                                                          |

| Champion |

| 1  | Серена Вільямс (USA)       | 8,485 | 18 | 1  | 1  | 1  | ▬    |
| 2  | Марія Шарапова (RUS)       | 7,050 | 16 | 4  | 2  | 9  | ▲ 2  |
| 3  | Симона Халеп (ROU)         | 6,292 | 20 | 11 | 2  | 11 | ▲ 8  |
| 4  | Петра Квітова (CZE)        | 5,966 | 19 | 6  | 3  | 9  | ▲ 2  |
| 5  | Ана Іванович (SRB)         | 4,820 | 22 | 16 | 5  | 14 | ▲ 11 |
| 6  | Агнешка Радванська (POL)   | 4,810 | 21 | 5  | 3  | 7  | ▼ 1  |
| 7  | Ежені Бушар (CAN)          | 4,715 | 23 | 32 | 5  | 32 | ▲ 25 |
| 8  | Каролін Возняцкі (DEN)     | 4,625 | 20 | 10 | 7  | 18 | ▲ 2  |
| 9  | Лі На (CHN)                | 3,970 | 14 | 3  | 2  | 9  | ▼ 6  |
| 10 | Анджелік Кербер (GER)      | 3,480 | 22 | 9  | 6  | 10 | ▼ 1  |
| 11 | Домініка Цібулкова (SVK)   | 3,052 | 24 | 23 | 10 | 24 | ▲ 12 |
| 12 | Катерина Макарова (RUS)    | 2,920 | 20 | 24 | 11 | 28 | ▲ 12 |
| 13 | Флавія Пеннетта (ITA)      | 2,861 | 20 | 31 | 11 | 31 | ▲ 18 |
| 14 | Андреа Петкович (GER)      | 2,780 | 25 | 39 | 14 | 40 | ▲ 25 |
| 15 | Сара Еррані (ITA)          | 2,775 | 23 | 7  | 7  | 15 | ▼ 8  |
| 16 | Єлена Янкович (SRB)        | 2,675 | 22 | 8  | 6  | 16 | ▼ 8  |
| 17 | Луціє Шафарова (CZE)       | 2,615 | 24 | 29 | 14 | 29 | ▲ 12 |
| 18 | Карла Суарес Наварро (ESP) | 2,410 | 25 | 17 | 14 | 19 | ▼ 1  |
| 19 | Вінус Вільямс (USA)        | 2,270 | 18 | 49 | 18 | 49 | ▲ 30 |
| 20 | Алізе Корне (FRA)          | 2,255 | 24 | 27 | 20 | 27 | ▲ 7  |

#### 1-й номер рейтингу
| Утримувач            | Коли здобула     | Коли позбулася                       |
| -------------------- | ---------------- | ------------------------------------ |
| Серена Вільямс (USA) | Кінець 2013 року | Утримувала впродовж усього 2014 року |

### Парний розряд
| Рейтинг WTA в парному розряді станом на 2 лютого 2015 | Рейтинг WTA в парному розряді станом на 2 лютого 2015 | Рейтинг WTA в парному розряді станом на 2 лютого 2015 | Рейтинг WTA в парному розряді станом на 2 лютого 2015 | Рейтинг WTA в парному розряді станом на 2 лютого 2015 |
| #                                                     | Гравчиня                                              | Очки                                                  | рейтинг 2013                                          | Перем.‡                                               |
| ----------------------------------------------------- | ----------------------------------------------------- | ----------------------------------------------------- | ----------------------------------------------------- | ----------------------------------------------------- |
| 1                                                     | Сара Еррані (ITA)                                     | 9,585                                                 | 1                                                     | ▬                                                     |
| 1                                                     | Роберта Вінчі (ITA)                                   | 9,585                                                 | 1                                                     | ▬                                                     |
| 3                                                     | Пен Шуай (CHN)                                        | 7,800                                                 | 4                                                     | ▼ 1                                                   |
| 4                                                     | Кара Блек (ZIM)                                       | 6,775                                                 | 13                                                    | ▲ 9                                                   |
| 5                                                     | Сє Шувей (TPE)                                        | 6,510                                                 | 3                                                     | ▼ 2                                                   |
| 6                                                     | Саня Мірза (IND)                                      | 6,470                                                 | 9                                                     | ▲ 3                                                   |
| 7                                                     | Олена Весніна (RUS)                                   | 5,580                                                 | 5                                                     | ▼ 12                                                  |
| 7                                                     | Катерина Макарова (RUS)                               | 5,500                                                 | 7                                                     | ▬                                                     |
| 9                                                     | Квета Пешке (CZE)                                     | 5,000                                                 | 16                                                    | ▲ 7                                                   |
| 10                                                    | Катарина Среботнік (SLO)                              | 4,630                                                 | 6                                                     | ▼ 4                                                   |
| 11                                                    | Мартіна Хінгіс (SUI)                                  | 4,575                                                 | 180                                                   | ▲ 169                                                 |
| 12                                                    | Ракель Копс-Джонс (USA)                               | 4.515                                                 | 23                                                    | ▲ 11                                                  |
| 12                                                    | Абігейл Спірс (USA)                                   | 4,515                                                 | 23                                                    | ▲ 11                                                  |
| 14                                                    | Флавія Пеннетта (ITA)                                 | 4,200                                                 | 32                                                    | ▲ 18                                                  |
| 15                                                    | Гарбінє Мугуруса (ESP)                                | 4,045                                                 | 153                                                   | ▲ 138                                                 |
| 16                                                    | Андреа Главачкова (CZE)                               | 4,030                                                 | 11                                                    | ▼ 5                                                   |
| 17                                                    | Крістіна Младенович (FRA)                             | 3,945                                                 | 19                                                    | ▲ 2                                                   |
| 18                                                    | Алла Кудрявцева (RUS)                                 | 3,915                                                 | 31                                                    | ▲ 13                                                  |
| 18                                                    | Анастасія Родіонова (AUS)                             | 3,915                                                 | 26                                                    | ▲ 8                                                   |
| 20                                                    | Карла Суарес Наварро (ESP)                            | 3,870                                                 | 58                                                    | ▲ 38                                                  |

| Рейтинг гонки до Чемпіонату WTA станом на (d+) жовтня 2014 | Рейтинг гонки до Чемпіонату WTA станом на (d+) жовтня 2014 | Рейтинг гонки до Чемпіонату WTA станом на (d+) жовтня 2014 | Рейтинг гонки до Чемпіонату WTA станом на (d+) жовтня 2014 | Рейтинг гонки до Чемпіонату WTA станом на (d+) жовтня 2014 |
| #                                                          | Гравчиня                                                   | Очки                                                       | Турнірів                                                   |                                                            |
| ---------------------------------------------------------- | ---------------------------------------------------------- | ---------------------------------------------------------- | ---------------------------------------------------------- | ---------------------------------------------------------- |
| 1                                                          | Роберта Вінчі (ITA) Сара Еррані (ITA)                      | 9,315                                                      | 18                                                         |                                                            |
| 2                                                          | Сє Шувей (TPE) Пен Шуай (CHN)                              | 5,262                                                      | 12                                                         |                                                            |
| 3                                                          | Кара Блек (ZIM) Саня Мірза (IND)                           | 5,185                                                      | 21                                                         |                                                            |
| 4                                                          | Олена Весніна (RUS) Катерина Макарова (RUS)                | 5,130                                                      | 13                                                         |                                                            |
| 5                                                          | Ракель Копс-Джонс (USA) Абігейл Спірс (USA)                | 4,240                                                      | 21                                                         |                                                            |
| 6                                                          | Квета Пешке (CZE) Катарина Среботнік (SLO)                 | 3,950                                                      | 18                                                         |                                                            |
| 7                                                          | Карла Суарес Наварро (ESP) Гарбінє Мугуруса (ESP)          | 3,515                                                      | 12                                                         |                                                            |
| 8                                                          | Алла Кудрявцева (RUS) Анастасія Родіонова (AUS)            | 3,410                                                      | 21                                                         |                                                            |
| 9                                                          | Мартіна Хінгіс (SUI) Флавія Пеннетта (ITA)                 | 3,346                                                      | 8                                                          |                                                            |
| 10                                                         | Анабель Медіна Гаррігес (ESP) Ярослава Шведова (KAZ)       | 2,625                                                      | 16                                                         |                                                            |

| Champion |

#### 1-й номер рейтингу
| Утримувач                             | Коли посів            | Коли полишив          |
| ------------------------------------- | --------------------- | --------------------- |
| Сара Еррані (ITA) Роберта Вінчі (ITA) | Станом на кінець 2013 | 16 лютого 2014        |
| Пен Шуай (CHN)                        | 17 лютого 2014        |                       |
| Пен Шуай (CHN) Сє Шувей (TPE)         | 12 May 2014           | 18 May 2014           |
| Пен Шуай (CHN)                        | 19 травня 2014        |                       |
| Пен Шуай (CHN) Сє Шувей (TPE)         | 9 June 2014           | 6 липня 2014          |
| Сара Еррані (ITA) Роберта Вінчі (ITA) | 7 липня 2014          | Станом на кінець 2014 |

## Лідерки за призовими
| #                                                             | Гравчиня                                    | Одиночний розряд | Парний розряд | Змішаний розряд | Bonus Pool | Year-to-date |
| ------------------------------------------------------------- | ------------------------------------------- | ---------------- | ------------- | --------------- | ---------- | ------------ |
| 1                                                             | Серена Вільямс (USA)                        | $8,823,749       | $43,549       | $0              | $450,000   | $9,317,298   |
| 2                                                             | Шарапова Марія Юріївна Марія Шарапова (RUS) | $5,439,357       | $0            | $0              | $400,000   | $5,839,357   |
| 3                                                             | Петра Квітова (CZE)                         | $4,845,342       | $7,894        | $0              | $350,000   | $5,203,236   |
| 4                                                             | Сімона Халеп (ROU)                          | $4,506,687       | $13,076       | $0              | $0         | $4,519,763   |
| 5                                                             | Лі На (CHN)                                 | $3,409,885       | $0            | $0              | $0         | $3,409,885   |
| 6                                                             | Каролін Возняцкі (DEN)                      | $3,172,350       | $0            | $0              | $200,000   | $3,372,350   |
| 7                                                             | Ежені Бушар (CAN)                           | $3,196,832       | $24,097       | $0              | $0         | $3,220,929   |
| 8                                                             | Агнешка Радванська (POL)                    | $2,745,411       | $0            | $0              | $450,000   | $3,195,411   |
| 9                                                             | Сара Еррані (ITA)                           | $1,363,388       | $1,001,168    | $0              | $225,000   | $2,589,556   |
| 10                                                            | Флавія Пеннетта (ITA)                       | $2,083,590       | $314,655      | $0              | $0         | $2,398,245   |
| призові гроші наведено в US$ станом на 3 листопада 2014 [ 7 ] |                                             |                  |               |                 |            |              |

## Лідери за статистикою
станом на 10 листопада 2014
| Ейси | Ейси              | Ейси | Ейси   |
| #    | Гравчиня          | Ейси | Матчів |
| ---- | ----------------- | ---- | ------ |
| 1    | Серена Вільямс    | 452  | 60     |
| 2    | Кароліна Плішкова | 435  | 68     |
| 3    | Коко Вандевей     | 306  | 36     |
| 4    | Луціє Шафарова    | 272  | 59     |
| 5    | Петра Квітова     | 263  | 55     |
| 6    | Сабіне Лісіцкі    | 245  | 45     |
| 7    | Медісон Кіз       | 235  | 48     |
| 8    | Саманта Стосур    | 234  | 53     |
| 9    | Ана Іванович      | 231  | 75     |
| 10   | Вінус Вільямс     | 222  | 46     |

| Виграно очок на другій подачі | Виграно очок на другій подачі | Виграно очок на другій подачі | Виграно очок на другій подачі |
| #                             | Гравчиня                      | %                             | Матчів                        |
| ----------------------------- | ----------------------------- | ----------------------------- | ----------------------------- |
| 1                             | Саманта Стосур                | 50.3                          | 53                            |
| 2                             | Серена Вільямс                | 50.3                          | 60                            |
| 3                             | Алісон ван Ейтванк            | 50.1                          | 29                            |
| 4                             | Петра Квітова                 | 49.9                          | 55                            |
| 5                             | Симона Халеп                  | 49.6                          | 62                            |
| 6                             | Ана Іванович                  | 49.1                          | 75                            |
| 7                             | Кейсі Деллаква                | 49.1                          | 43                            |
| 8                             | Медісон Кіз                   | 49.1                          | 48                            |
| 9                             | Лі На                         | 48.7                          | 35                            |
| 10                            | Сільвія Солер Еспіноза        | 48.5                          | 39                            |

| Відсоток перших подач | Відсоток перших подач | Відсоток перших подач | Відсоток перших подач |
| #                     | Гравчиня              | %                     | Матчів                |
| --------------------- | --------------------- | --------------------- | --------------------- |
| 1                     | Сара Еррані           | 80.7                  | 48                    |
| 2                     | Курумі Нара           | 74.3                  | 37                    |
| 3                     | Анніка Бек            | 72.7                  | 51                    |
| 4                     | Карла Суарес Наварро  | 71.8                  | 29                    |
| 5                     | Чжен Цзє              | 70.9                  | 32                    |
| 6                     | Яна Чепелова          | 70.3                  | 20                    |
| 7                     | Тельяна Перейра       | 70.3                  | 17                    |
| 8                     | Каролін Возняцкі      | 70.3                  | 46                    |
| 9                     | Андреа Петкович       | 69.9                  | 44                    |
| 10                    | Івонн Мойсбургер      | 69.9                  | 33                    |

| Виграно геймів на своїй подачі | Виграно геймів на своїй подачі | Виграно геймів на своїй подачі | Виграно геймів на своїй подачі |
| #                              | Гравчиня                       | %                              | Матчів                         |
| ------------------------------ | ------------------------------ | ------------------------------ | ------------------------------ |
| 1                              | Серена Вільямс                 | 81.7                           | 44                             |
| 2                              | Коко Вандевей                  | 80.5                           | 25                             |
| 3                              | Луціє Шафарова                 | 76.0                           | 45                             |
| 4                              | Петра Квітова                  | 74.6                           | 36                             |
| 5                              | Каролін Возняцкі               | 73.8                           | 46                             |
| 6                              | Симона Халеп                   | 73.6                           | 49                             |
| 7                              | Лі На                          | 73.3                           | 35                             |
| 8                              | Кароліна Плішкова              | 73.2                           | 44                             |
| 9                              | Саманта Стосур                 | 72.9                           | 36                             |
| 10                             | Вінус Вільямс                  | 72.7                           | 35                             |

| Виграно очок на своїй першій подачі | Виграно очок на своїй першій подачі | Виграно очок на своїй першій подачі | Виграно очок на своїй першій подачі |
| #                                   | Гравчиня                            | %                                   | Матчів                              |
| ----------------------------------- | ----------------------------------- | ----------------------------------- | ----------------------------------- |
| 1                                   | Коко Вандевей                       | 76.3                                | 25                                  |
| 2                                   | Серена Вільямс                      | 75.1                                | 44                                  |
| 3                                   | Вінус Вільямс                       | 70.6                                | 35                                  |
| 4                                   | Кароліна Плішкова                   | 70.0                                | 44                                  |
| 5                                   | Луціє Шафарова                      | 69.5                                | 45                                  |
| 6                                   | Каміла Джорджі                      | 68.5                                | 31                                  |
| 7                                   | Анастасія Павлюченкова              | 68.3                                | 35                                  |
| 8                                   | Петра Квітова                       | 68.0                                | 36                                  |
| 9                                   | Медісон Кіз                         | 68.0                                | 38                                  |
| 10                                  | Марія Шарапова                      | 67.7                                | 47                                  |

| Відіграно брейк-пойнтів | Відіграно брейк-пойнтів    | Відіграно брейк-пойнтів | Відіграно брейк-пойнтів |
| #                       | Гравчиня                   | %                       | Матчів                  |
| ----------------------- | -------------------------- | ----------------------- | ----------------------- |
| 1                       | Серена Вільямс             | 63.2                    | 50                      |
| 2                       | Луціє Шафарова             | 61.5                    | 49                      |
| 3                       | Анджелік Кербер            | 60.7                    | 56                      |
| 4                       | Барбора Заглавова-Стрицова | 60.4                    | 41                      |
| 5                       | Лі На                      | 60.2                    | 35                      |
| 6                       | Домініка Цібулкова         | 59.6                    | 45                      |
| 7                       | Вікторія Азаренко          | 59.5                    | 22                      |
| 8                       | Гарбінє Мугуруса           | 59.3                    | 48                      |
| 9                       | Каролін Возняцкі           | 59.3                    | 54                      |
| 10                      | Єлена Янкович              | 59.2                    | 54                      |

| Виграно очок на чужій першій подачі | Виграно очок на чужій першій подачі | Виграно очок на чужій першій подачі | Виграно очок на чужій першій подачі |
| #                                   | Гравчиня                            | %                                   | Матчів                              |
| ----------------------------------- | ----------------------------------- | ----------------------------------- | ----------------------------------- |
| 1                                   | Сара Еррані                         | 43.8                                | 48                                  |
| 2                                   | Моніка Нікулеску                    | 43.5                                | 30                                  |
| 3                                   | Симона Халеп                        | 43.0                                | 49                                  |
| 4                                   | Шанелль Схеперс                     | 42.9                                | 28                                  |
| 5                                   | Агнешка Радванська                  | 42.8                                | 53                                  |
| 6                                   | Карла Суарес Наварро                | 42.3                                | 59                                  |
| 7                                   | Анніка Бек                          | 42.3                                | 33                                  |
| 8                                   | Клара Коукалова                     | 41.6                                | 24                                  |
| 9                                   | Лі На                               | 41.4                                | 35                                  |
| 10                                  | Чжен Цзє                            | 41.4                                | 21                                  |

| Реалізовано брейк-пойнтів | Реалізовано брейк-пойнтів | Реалізовано брейк-пойнтів | Реалізовано брейк-пойнтів |
| #                         | Гравчиня                  | %                         | Матчів                    |
| ------------------------- | ------------------------- | ------------------------- | ------------------------- |
| 1                         | Моніка Нікулеску          | 55.6                      | 30                        |
| 2                         | Чжен Цзє                  | 54.3                      | 21                        |
| 3                         | Симона Халеп              | 52.9                      | 49                        |
| 4                         | Паула Ормаечеа            | 52.8                      | 25                        |
| 5                         | Лі На                     | 52.8                      | 35                        |
| 6                         | Шанелль Схеперс           | 52.3                      | 28                        |
| 7                         | Марія Шарапова            | 52.3                      | 47                        |
| 8                         | Серена Вільямс            | 51.7                      | 44                        |
| 9                         | Марія Тереса Торро Флор   | 51.5                      | 22                        |
| 10                        | Гезер Вотсон              | 51.3                      | 19                        |

| Виграно очок на чужій другій подачі | Виграно очок на чужій другій подачі | Виграно очок на чужій другій подачі | Виграно очок на чужій другій подачі |
| #                                   | Гравчиня                            | %                                   | Матчів                              |
| ----------------------------------- | ----------------------------------- | ----------------------------------- | ----------------------------------- |
| 1                                   | Шанелль Схеперс                     | 61.2                                | 28                                  |
| 2                                   | Симона Халеп                        | 60.2                                | 49                                  |
| 3                                   | Марія Шарапова                      | 60.1                                | 47                                  |
| 4                                   | Кікі Бертенс                        | 59.7                                | 17                                  |
| 5                                   | Агнешка Радванська                  | 59.7                                | 53                                  |
| 6                                   | Лі На                               | 59.5                                | 35                                  |
| 7                                   | Домініка Цібулкова                  | 59.5                                | 36                                  |
| 8                                   | Лара Арруабаррена                   | 58.9                                | 17                                  |
| 9                                   | Ярослава Шведова                    | 58.6                                | 28                                  |
| 10                                  | Каролін Возняцкі                    | 58.6                                | 46                                  |

| Виграно геймів на чужій подачі | Виграно геймів на чужій подачі | Виграно геймів на чужій подачі | Виграно геймів на чужій подачі |
| #                              | Гравчиня                       | %                              | Матчів                         |
| ------------------------------ | ------------------------------ | ------------------------------ | ------------------------------ |
| 1                              | Шанелль Схеперс                | 48.8                           | 28                             |
| 2                              | Симона Халеп                   | 48.7                           | 49                             |
| 3                              | Агнешка Радванська             | 47.4                           | 53                             |
| 4                              | Сара Еррані                    | 46.3                           | 48                             |
| 5                              | Марія Шарапова                 | 46.2                           | 47                             |
| 6                              | Лі На                          | 46.0                           | 35                             |
| 7                              | Моніка Нікулеску               | 45.4                           | 30                             |
| 8                              | Анніка Бек                     | 45.4                           | 33                             |
| 9                              | Домініка Цібулкова             | 45.1                           | 43                             |
| 10                             | Карла Суарес Наварро           | 45.0                           | 59                             |

## Розподіл очок
Розподіл очок змінився в порівнянні з сезоном 2013. Кола основної сітки давали трішки менше очок, але чемпіонки отримували так само (П). Очки за кваліфікаційні кола (Q) змінились в обидва боки, в залежності від категорії турніру. Зароблені 2013 року очки зберігались упродовж 52 тижнів.
| Категорія                      | П    | Ф    | ПФ                                                               | ЧФ                                                               | R16                                                              | R32                                                              | R64                                                              | R128                                                             | Q                                                                | Q3                                                               | Q2                                                               | Q1                                                               |
| Великий шолом (S)              | 2000 | 1300 | 780                                                              | 430                                                              | 240                                                              | 130                                                              | 70                                                               | 10                                                               | 40                                                               | 30                                                               | 20                                                               | 2                                                                |
| Великий шолом (D)              | 2000 | 1300 | 780                                                              | 430                                                              | 240                                                              | 130                                                              | 10                                                               | –                                                                | 40                                                               | –                                                                | –                                                                | –                                                                |
| WTA Championships (S)          | +810 | +360 | (230 за кожну перемогу в круговому турнірі, 70 за кожну поразку) | (230 за кожну перемогу в круговому турнірі, 70 за кожну поразку) | (230 за кожну перемогу в круговому турнірі, 70 за кожну поразку) | (230 за кожну перемогу в круговому турнірі, 70 за кожну поразку) | (230 за кожну перемогу в круговому турнірі, 70 за кожну поразку) | (230 за кожну перемогу в круговому турнірі, 70 за кожну поразку) | (230 за кожну перемогу в круговому турнірі, 70 за кожну поразку) | (230 за кожну перемогу в круговому турнірі, 70 за кожну поразку) | (230 за кожну перемогу в круговому турнірі, 70 за кожну поразку) | (230 за кожну перемогу в круговому турнірі, 70 за кожну поразку) |
| WTA Championships (D)          | 1500 | 1050 | 780                                                              | 460                                                              | –                                                                | –                                                                | –                                                                | –                                                                | –                                                                | –                                                                | –                                                                | –                                                                |
| WTA Premier Mandatory (96S)    | 1000 | 650  | 390                                                              | 215                                                              | 120                                                              | 65                                                               | 35                                                               | 10                                                               | 30                                                               | –                                                                | 20                                                               | 2                                                                |
| WTA Premier Mandatory (64/60S) | 1000 | 650  | 390                                                              | 215                                                              | 120                                                              | 65                                                               | 10                                                               | –                                                                | 30                                                               | –                                                                | 20                                                               | 2                                                                |
| WTA Premier Mandatory (28/32D) | 1000 | 650  | 390                                                              | 215                                                              | 120                                                              | 10                                                               | –                                                                | –                                                                | –                                                                | –                                                                | –                                                                | –                                                                |
| WTA Premier 5 (56S,64Q)        | 900  | 585  | 350                                                              | 190                                                              | 105                                                              | 60                                                               | 1                                                                | –                                                                | 30                                                               | 22                                                               | 15                                                               | 1                                                                |
| WTA Premier 5 (56S,48/32Q)     | 900  | 585  | 350                                                              | 190                                                              | 105                                                              | 60                                                               | 1                                                                | –                                                                | 30                                                               | –                                                                | 20                                                               | 1                                                                |
| WTA Premier 5 (28D)            | 900  | 585  | 350                                                              | 190                                                              | 105                                                              | 1                                                                | –                                                                | –                                                                | –                                                                | –                                                                | –                                                                | –                                                                |
| WTA Premier 5 (16D)            | 900  | 585  | 350                                                              | 190                                                              | 1                                                                | –                                                                | –                                                                | –                                                                | –                                                                | –                                                                | –                                                                | –                                                                |
| WTA Premier (56S)              | 470  | 305  | 185                                                              | 100                                                              | 55                                                               | 30                                                               | 1                                                                | –                                                                | 25                                                               | –                                                                | 13                                                               | 1                                                                |
| WTA Premier (32S)              | 470  | 305  | 185                                                              | 100                                                              | 55                                                               | 1                                                                | –                                                                | –                                                                | 25                                                               | 18                                                               | 13                                                               | 1                                                                |
| WTA Premier (16D)              | 470  | 305  | 185                                                              | 100                                                              | 1                                                                | –                                                                | –                                                                | –                                                                | –                                                                | –                                                                | –                                                                | –                                                                |
| Турнір of Champions            | +195 | +75  | (60 за кожну перемогу в круговому турнірі, 25 за кожну поразку)  | (60 за кожну перемогу в круговому турнірі, 25 за кожну поразку)  | (60 за кожну перемогу в круговому турнірі, 25 за кожну поразку)  | (60 за кожну перемогу в круговому турнірі, 25 за кожну поразку)  | (60 за кожну перемогу в круговому турнірі, 25 за кожну поразку)  | (60 за кожну перемогу в круговому турнірі, 25 за кожну поразку)  | (60 за кожну перемогу в круговому турнірі, 25 за кожну поразку)  | (60 за кожну перемогу в круговому турнірі, 25 за кожну поразку)  | (60 за кожну перемогу в круговому турнірі, 25 за кожну поразку)  | (60 за кожну перемогу в круговому турнірі, 25 за кожну поразку)  |
| WTA International (32S,32Q)    | 280  | 180  | 110                                                              | 60                                                               | 30                                                               | 1                                                                | –                                                                | –                                                                | 18                                                               | 14                                                               | 10                                                               | 1                                                                |
| WTA International (32S,16Q)    | 280  | 180  | 110                                                              | 60                                                               | 30                                                               | 1                                                                | –                                                                | –                                                                | 18                                                               | –                                                                | 12                                                               | 1                                                                |
| WTA International (16D)        | 280  | 180  | 110                                                              | 60                                                               | 1                                                                | –                                                                | –                                                                | –                                                                | –                                                                | –                                                                | –                                                                | –                                                                |

## Завершили кар'єру
Нижче наведено список відомих гравчинь (переможниць головних титулів Туру, і/або тих, які перебували  в першій сотні рейтингу WTA в одиночному або парному розряді впродовж щонайменше тижня), які оголосили про завершення кар'єри, стали неактивними (після відсутності ігрової практики понад 52 тижні), або дискваліфіковані пожиттєво, впродовж сезону 2014:
| Список тих, хто завершив кар'єру |
| --- |
| - Грета Арн (born 13 квітня 1979 in Будапешт, Hungary), joined the pro tour in 1997, reaching a career high singles ranking of number 40 in 2011. Arn won two singles titles on the WTA tour. In Grand Slams, she reached the third round twice; first at the Відкритий чемпіонат Австралії з тенісу 2012 and then in the same year at the US Open. She was an active part on the Hungarian Fed Cup team, playing 13 ties between 2008 and 2013. She decided to retire in January 2014 at the age of 34. - Крістіна Барруа (born 30 вересня 1981 in Ottweiler, Німеччина), turned pro in 2005, reaching a career high singles ranking of number 57 in 2011 and a highest doubles ranking of number 55 in 2012. At the Luxembourg Open in October 2014, Barrois announced her intent to retire at the conclusion of the event, and though she lost to Луціє Градецька in the singles, she claimed her first ever WTA title з рахунком match of her career – the doubles final paired with Тімеа Бачинскі. - Сара Борвелл (born 20 серпня 1979 in Middlesbrough, Велика Британія), turned pro in 2002, reaching a career high singles ranking of number 199 in 2006. Highest doubles ranking of number 65 in 2010. She знялася from professional tennis at the age of 34. - Меллорі Бердетт (born 28 січня 1991 in Macon, Georgia, США), turned pro in 2012, reaching a career high singles ranking of number 68 in the same year. She reached the third round of the Відкритий чемпіонат США з тенісу 2012. She знялася from professional tennis in October 2014, after being inactive for a year через травму плеча, at the age of 23. - Каталіна Кастаньйо (born 7 липня 1979 in Pereira, Колумбія), turned pro in 1998, reaching a career high singles ranking of number 35 on 10 липня 2006. Her highest doubles ranking was number 71 on 8 липня 2013. Castaño won two doubles titles on the WTA tour. She знялася from professional tennis in July 2014 at the age of 35, after being diagnosed with breast cancer. - Стефані Дюбуа (born 31 жовтня 1986 in Laval, Quebec, Канада), turned pro in 2004, reaching a career high singles ranking of number 87 in 2012. Her highest doubles ranking was number 102 in 2008. She знялася from professional tennis in September 2014, after losing to Юлія Гергес in the first round of the Coupe Banque Nationale, at the age of 27. - Крістіна Фусано (born 27 листопада 1980, in Sacramento, California, США), turned pro in 2003, reaching a career high singles ranking of number 417 in 2005 and a highest doubles ranking of number 84 in 2008. She знялася from professional tennis in 2014 at the age of 33. - Анджела Гейнс (born 27 вересня 1984 in Bellflower, California, США), turned pro in 2002, reaching a career high singles ranking of number 95 in 2005. Highest doubles ranking of number 86 in 2008. She знялася from professional tennis in 2014 at the age of 29. - Мервана Югич-Салкич (born 14 May 1980 in Zenica, Bosnia and Herzegovina), turned pro in 1999, reaching a career high singles ranking of number 99 in 2004. Highest doubles ranking of number 59 in 2006. Jugić-Salkić won two doubles titles on the WTA tour. She знялася from professional tennis in 2014 at the age of 33. - Анна Кремер (born 17 жовтня 1975 in Luxembourg, Люксембург), turned pro in 1998, reaching a career high singles ranking of number 18 in 2002. Kremer won two singles titles on the WTA tour. She знялася from professional tennis in 2014 after BGL Luxembourg Open at the age of 38. - Регіна Куликова (born January 30, 1989, in Almaty, Казахстан), turned pro in 2004, reaching a career high singles ranking of number 65 in 2010. Highest doubles ranking of number 226 in 2011. She знялася from professional tennis in 2014 at the age of 25. - Лі На (born 26 лютого 1982 in Ухань, Китай), turned pro in 1999, reaching a career high singles ranking of number 2 in 2014. She also historically won 2 grand slam singles titles at the Відкритий чемпіонат Франції з тенісу 2011 and the Відкритий чемпіонат Австралії з тенісу 2014, becoming the first Chinese national to become a grand slam singles champion. Li reached 4 grand slam finals in her career as well as 6 grand slam semi-finals. She has won 9 WTA titles while reaching 21 finals. Among her other feats were becoming the first Chinese player to win a WTA title, the first to win a Premier-level title, the first to compete in singles at the WTA фінал, and the first to crack the Top 20, the Top 10, and the Top 5 on the WTA Rankings. Li is known for her fiery cross-court forehand as well as her hilarious on court speeches, famously poking fun at her husband Jiang Shan. Li has been coached by famous tennis coach Томас Геґстедт, as well as Жустін Енен's former coach Carlos Rodríguez. Li began the 2014 season in top form winning the first grand slam of the year. After having a clay and grass season filled with injuries and early defeats, Li decided not to play the summer hard court season через травму лівого коліна which required surgery. On 19 вересня 2014 Li announced her retirement via an open letter. She was number 6 at the time of her retirement. - Санда Мамич (born 22 березня 1985 in Загреб, Хорватія), turned pro in 2004, reaching a career high singles ranking of number 83 in 2005. She знялася from professional tennis in 2014 at the age of 28. - Івета Мельцер (born 1 лютого 1983 in Most, Czechoslovakia) joined the pro tour in 1998, reaching a career high singles ranking of number 25 in 2009 and a career high doubles ranking of number 17 in 2011. Melzer won two singles titles and fourteen doubles titles on the WTA tour. In Grand Slams, she reached the fourth round two times time at the Відкритий чемпіонат Австралії з тенісу 2011 і Відкритий чемпіонат Австралії з тенісу 2012. In doubles she reached a quartefinal on the Відкритий чемпіонат США з тенісу 2011. But her highest result is the mixed title at the 2011 Wimbledon, won in pair with her fiancée Юрген Мельцер. She was an active part on the Czech Fed Cup team, playing 13 ties between 2002 and 2012. She decided to retire in August 2014 at the age of 31. - Міхаела Паштікова (born 27 березня 1980 in Šumperk, Czechoslovakia)joined the pro tour in 1996, reaching a career high singles ranking of number 89 in 2005 and a career high doubles ranking of number 35 in 2005. Paštiková won one doubles titles on the WTA tour. In Grand Slams doubles she reached a semifinal on the Відкритий чемпіонат Австралії з тенісу 2005.She знялася from professional tennis in 2014 at the age of 34. - Дінара Сафіна (born 27 квітня 1986 in Москва, Росія) is a former 1-ша ракетка світу Russian professional tennis player. She turned pro in 2000, and won twelve singles and nine doubles titles on the WTA tour. She first reached the top of the women's rankings on 20 квітня 2009, holding the position for a total of 26 weeks. She and her brother, Марат Сафін, is the only brother-sister pair to reach the top of the rankings on both the ATP and WTA Tour. Safina was the runner-up at the Відкритий чемпіонат Франції з тенісу 2008, Відкритий чемпіонат Австралії з тенісу 2009, and the Відкритий чемпіонат Франції з тенісу 2009, falling to Ана Іванович, Серена Вільямс, and Світлана Кузнецова, respectively. She also had success on the doubles tour, winning a Grand Slam doubles title at the Відкритий чемпіонат США з тенісу 2007 with Наталі Деші, and reached a high of no. 8 on the doubles ranking, on 12 May 2008. On the international stage, Safina won the Olympic silver medal in women's singles at the 2008 Summer Olympics in Beijing, where Russia swept the podium at the event. Safina had been troubled by a травма спини throughout her career. Her last professional match was at the Mutua Madrid Open 2011, where she lost to Юлія Гергес у другому колі. After 3 years of inactivity, she finally decided to officially retire from the tour in 2014 at the Mutua Madrid Open. - Меган Шонессі (born 13 квітня 1979 in Richmond, Virginia, США), turned pro in 1996, reaching a career high singles ranking of number 11 in 2001, and a highest doubles ranking of number 4 in 2005. Shaughnessy won six singles titles on the WTA tour, and in 2003 reached her first career Slam quarterfinal at the Australian Open. She знялася from professional tennis in 2014 at the age of 34. - Гана Шромова (born 10 квітня 1978 in Kopřivnice, Czechoslovakia), turned pro in 1997, reaching a career high singles ranking of number 87 in 2006. Her highest doubles ranking was number 63 in 2006. She знялася from professional tennis in 2014, at the age of 35. - Паола Суарес (born June 23, 1976, in Буенос Айрес, Аргентина), turned pro in 1991, doubles she was a former world no. 1. reaching a career high singles ranking of number 9 in 2004 and a career high doubles ranking of number 1 in 2002. She has won 8 doubles Grand Slam (with Вірхінія Руано Паскуаль), Suárez won four singles titles and forty-four doubles titles on the WTA tour. Suárez first знялася in 2007. She returned from retirement in 2012, partnering with Хісела Дулко at the Copa Sony Ericsson Colsanitas 2012, but they lost in the first round. The pair played at the Лондон Summer Olympics Games, where they also lost in the first round. She знялася for the second time 2014 season. - Юань Мен (born 9 May 1986 in Changsha, Hunan, Китай), turned pro in 2003, reaching a career high singles ranking of number 86 in 2008. In Grand Slams, she reached the second round twice, 2006 and 2008, first in the Australian Open. She знялася from professional tennis in 2014 at the age of 27. |

## Відновили кар'єру
Нижче наведено гравчинь, які відновили кар'єру після перерви під час Туру WTA 2014:
| Список тих, хто відновив кар'єру |
| --- |
| - Ніколь Вайдішова (born 23 квітня 1989 in Nuremberg, West Germany), turned professional in 2003 (first retirement in 2010). She is a former world No. 7 in singles, a six-time WTA champion and two-time Grand Slam півфіналst. She returned to the tour, receiving a wildcard to compete in Coleman Vision Tennis Championships, an ITF $75,000 event, starting on September 15. |

## Нагороди
Володарок нагороди WTA 2014 оголошено на останньому тижні листопада.
| Список володарок нагород |
| --- |
| - Гравчиня року – Серена Вільямс - Пара року – Сара Еррані and Роберта Вінчі - Найбільший прогрес – Ежені Бушар - Comeback Гравчиня року – Міряна Лучич-Бароні - Новачка року – Белінда Бенчич - Diamond Aces – Петра Квітова - Player Service – Луціє Шафарова - Нагорода за спортивну поведінку Карен Крантцке – Петра Квітова - Приз глядацьких симпатій в одиночному розряді – Агнешка Радванська - Приз глядацьких симпатій у парному розряді – Сара Еррані and Роберта Вінчі - Приз глядацьких симпатій у Твіттері – Каролін Возняцкі - Приз глядацьких симпатій у Фейсбуці – Марія Шарапова - Відео глядацьких симпатій – Найкращі моменти Чемпіонату WTA 2014 - Fan Favorite WTA Live Show – Pre-WImbledon Party - Очко року глядацьких симпатій – Агнешка Радванська (Монреаль SF) - Матч року глядацьких симпатій – Серена Вільямс vs. Каролін Возняцкі, Чемпіонат WTA 2014 - Матч Великого шолома глядацьких симпатій – Марія Шарапова vs. Симона Халеп, Фінал Відкритого чемпіонату Франції 2014 |